# Lima
Lima (pronunciado em português: [ˈlimɐ]; pronunciado em castelhano: [ˈlima]) é a capital e a maior cidade do Peru. Localiza-se nos vales dos rios Chillón, Rímac e Lurín, na parte central do litoral peruano, com vista para o Oceano Pacífico. Juntamente com o porto marítimo de El Callao, forma uma área urbana contígua conhecida como Região Metropolitana de Lima, com uma população de quase 12 milhões aproximadamente, sendo a região metropolitana mais populosa do Peru e uma das maiores da América Latina (2017), com cerca de um terço da população nacional vivendo na área metropolitana.
Lima foi fundada pelo conquistador espanhol Francisco Pizarro em 18 de janeiro de 1535, sendo conhecida como Cidade dos Reis (em castelhano: Ciudad de los Reyes), tornando-se a capital e mais importante cidade do Vice-Reino do Peru. Após a Guerra da Independência Peruana, tornou-se a capital da República do Peru. 
A cidade é o lar de uma das mais antigas instituições de ensino superior no Novo Mundo, a Universidade Nacional de San Marcos foi fundada em 12 de maio de 1551 durante o regime colonial espanhol, e é a mais antiga universidade em funcionamento contínuo no continente americano.
Lima recebeu o concurso Miss Universo em 1982. Em outubro de 2013, Lima foi escolhida para sediar os Jogos Pan-Americanos de 2019. Também foi palco da Conferência das Nações Unidas sobre Mudanças Climáticas em dezembro de 2015. Em outubro de 2015, Lima acolheu as reuniões anuais do grupo do Banco Mundial e do Fundo Monetário Internacional (FMI) de 2015.

## Toponímia
O atual vale do rio Rímac recebia o nome de Rimaq (em quíchua: Rimaq; pronunciado AFI: /ˈli.maq/ segundo a pronúncia lambdacista do quéchua costenho e como AFI: /ˈɾi.maq/ nas variantes da serra) como referência à huaca de Santa Ana. Como em outros topônimos, a oclusiva final foi eliminada ao passar para o castelhano, preferindo-se, com o passar do tempo, a grafia Lima após coexistir em documentos com as formas Limac e Lyma.[carece de fontes?]
Ao ser fundada, recebeu o nome de Ciudad de los Reyes devido ao fato de o território limenho ter sido invadido pelos espanhóis em 6 de janeiro, Dia de Reis. No entanto, persistiu o nome indígena da região, pelo qual o novo centro urbano tornou-se conhecido como a cidade de Lima. O rio, em vez disso, teve alterada sua grafia por indicação do "Terceiro Concílio Limense", da mesma forma que outros topônimos de origem quíchua.[carece de fontes?]

## História

### Primeiros povos

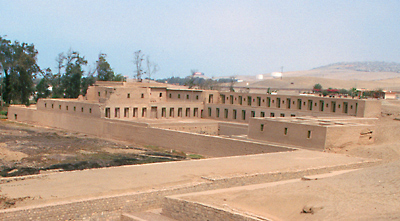
Pachacamac foi um importante centro religioso antes da chegada dos conquistadores espanhóis.

A história da cidade de Lima inicia-se com sua fundação espanhola em 1535. O território formado pelos vales dos rios Rímac, Chillón e Lurín estava ocupado por assentamentos pré-incas. A cultura Maranga e a cultura Lima foram as que se estabeleceram e forjaram uma identidade nestes territórios. Durante essas épocas, se construíram os santuários de Lati (atual Puruchuco) e Pachacámac. Estas culturas foram conquistadas pela Império Wari durante o apogeu de sua expansão imperial. Foi durante esta época que construiu-se o centro cerimonial de Cajamarquilla. Junto à declinação da importância Wari, as culturas locais voltaram a adquirir autonomia, destacando a cultura Chancay. Posteriormente, no século XV, estes territórios foram incorporados no Império Inca.[carece de fontes?]
Desta época, podemos encontrar grande variedade de huacas ao largo de toda a cidade, algumas das quais se encontram em investigação. As mais importantes ou conhecidas são as de Huallamarca, Pucllana, Mateo Salado e Pachacamac.[carece de fontes?]

### Período colonial

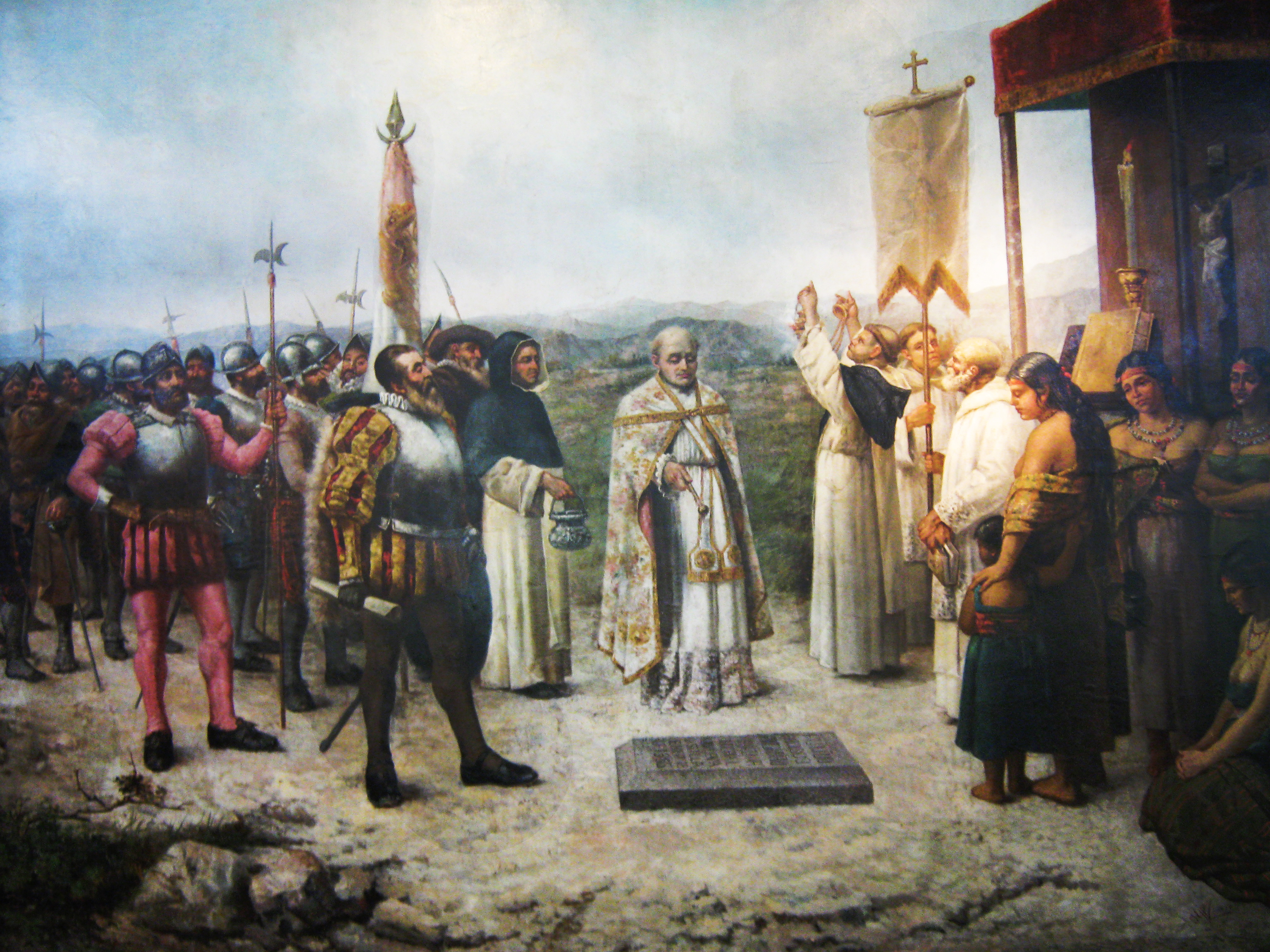
Representação da fundação de Lima.

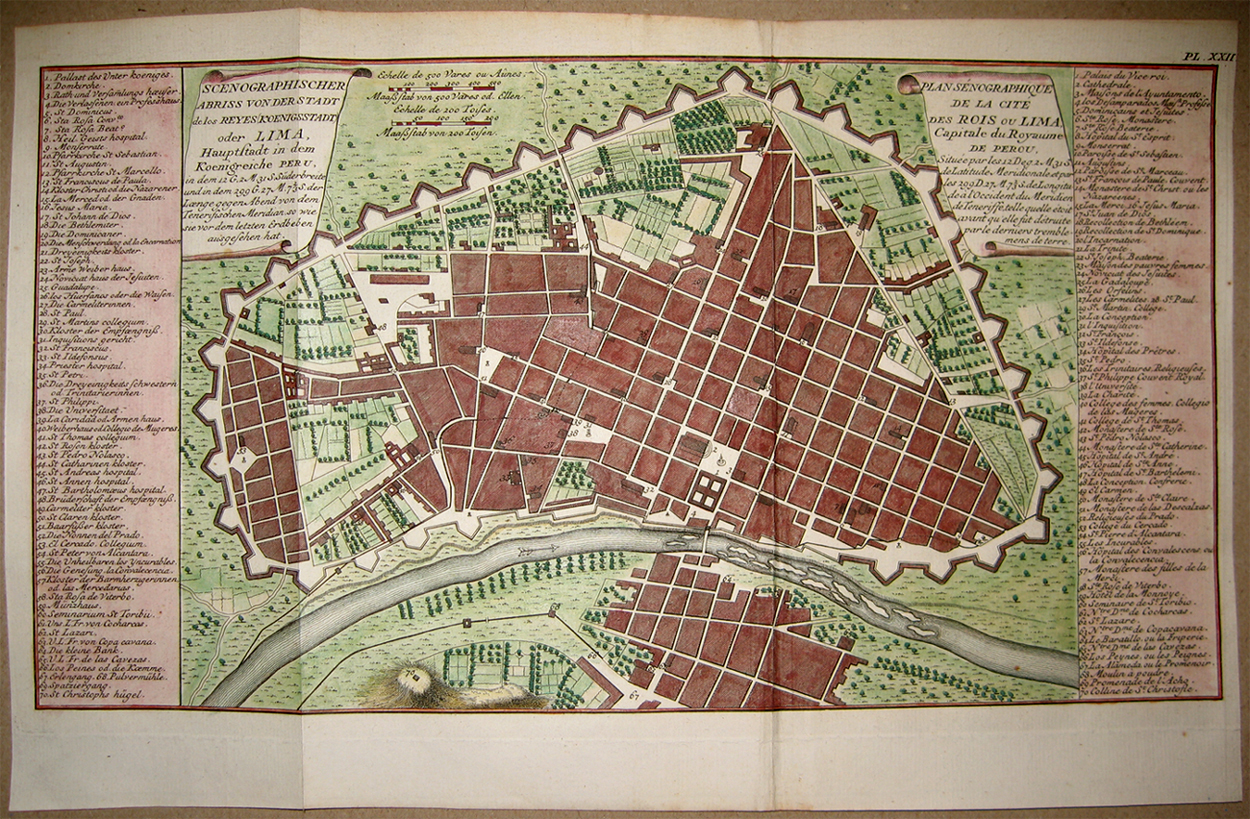
As muralhas de Lima foram construídas entre 1684 e 1687 pelo vice-rei Melchor de Navarra e Rocafull.

Em 1532, os espanhóis e seus aliados indígenas, sob comando de Francisco Pizarro, tomaram, prisioneiro, o inca Atahualpa em plena cerimônia religiosa na cidade de Cajamarca e, mesmo com o pagamento de um resgate, este foi assassinado após um julgamento simulado em que foi acusado de heresia e condenado à morte. Este acontecimento é considerado o primeiro assassinato político na nascente sociedade peruana. Logo após algumas batalhas, os espanhóis conquistaram seu império e, com isto, a coroa espanhola nomeou Francisco Pizarro como governador das terras que conquistou. Assim, decidiu fundar a capital no vale do rio Rímac, logo após a intenção falhada de constituir uma capital em Jauja. Em 18 de janeiro de 1535, a Lima espanhola foi fundada como a "Cidade dos Reis" sobre os territórios do cacique Taulichusco. Em agosto de 1536, a cidade foi sitiada pelas tropas de Manco Capac II. No entanto, os espanhóis e seus aliados indígenas derrotaram os incas.
Em 1543, Lima foi designada capital do Vice-reino do Peru e sede de uma Real Audiência. Lima prosperou com o comércio. A cidade, no entanto, não esteve livre de perigosː violentos sismos destruíram grande parte dela em 1687. Uma segunda ameaça foi a presença de piratas e corsários no oceano Pacífico, o que motivou a construção das muralhas de Lima entre os anos de 1684 e 1687. O sismo de 1687 marcou um ponto de inflexão na história de Lima, já que coincidiu com uma recessão no comércio pela concorrência econômica de outras cidades como Buenos Aires.
Em 1746, um forte sismo danificou severamente Lima e destruiu Callao, obrigando a um esforço de reconstrução em massa pelo vice-rei José Manso de Velasco. Na segunda metade do século XVIII, Lima resultou afetada pelas Reformas Borbônicas, já que perdeu o monopólio sobre o comércio externo e seu controle sobre a importante região mineradora do Alto Peru. Este debilitamento econômico levou a elite da cidade a depender dos cargos outorgados pelo governo do vice-reino e pela Igreja Católica e, portanto, se mostrou reticente a apoiar a independência. A dependência das elites em relação aos cargos do governo gerou corrupção em grande escala na cidade.

### Século XIX

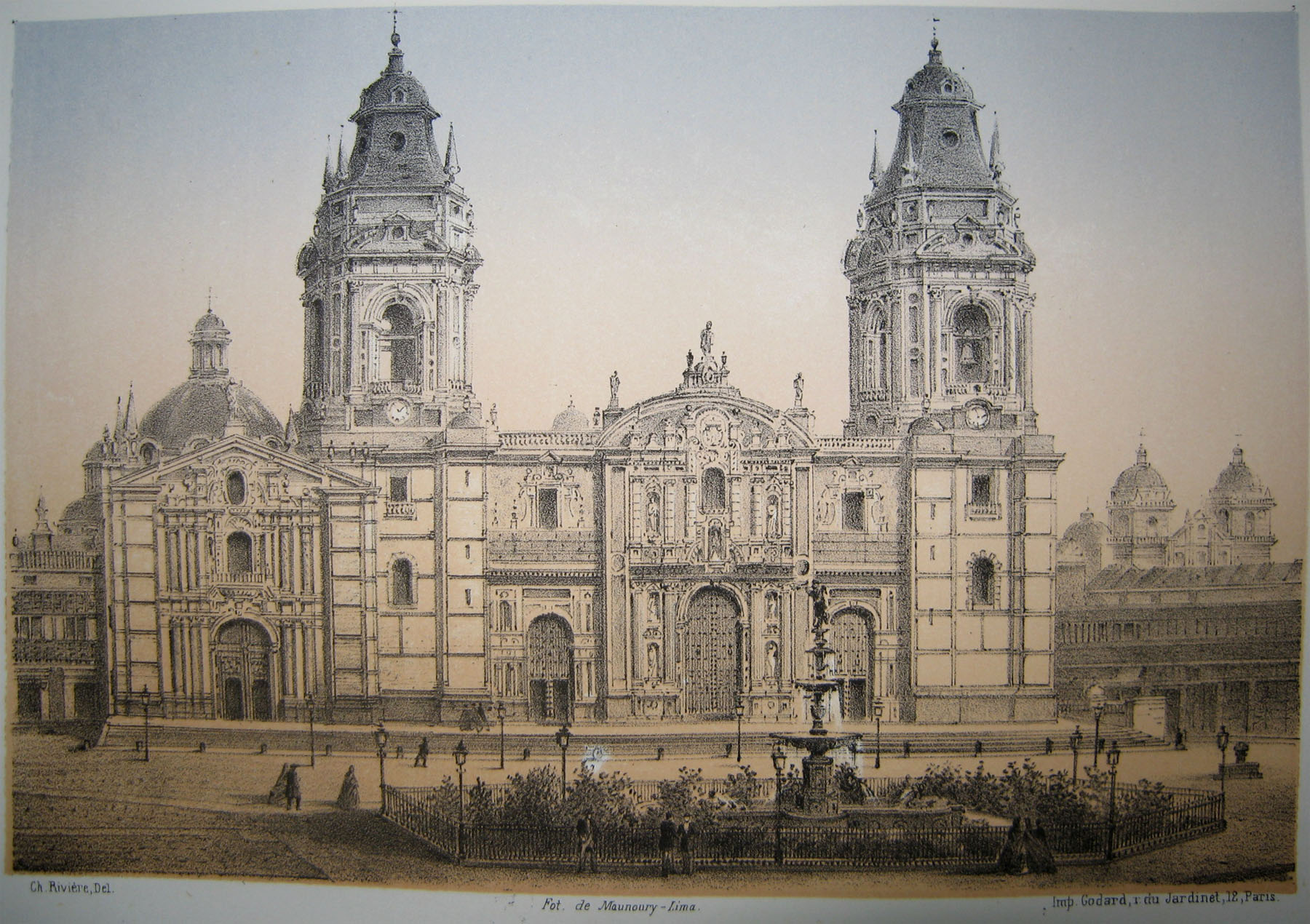
Catedral e Praça Maior de Lima em 1860.

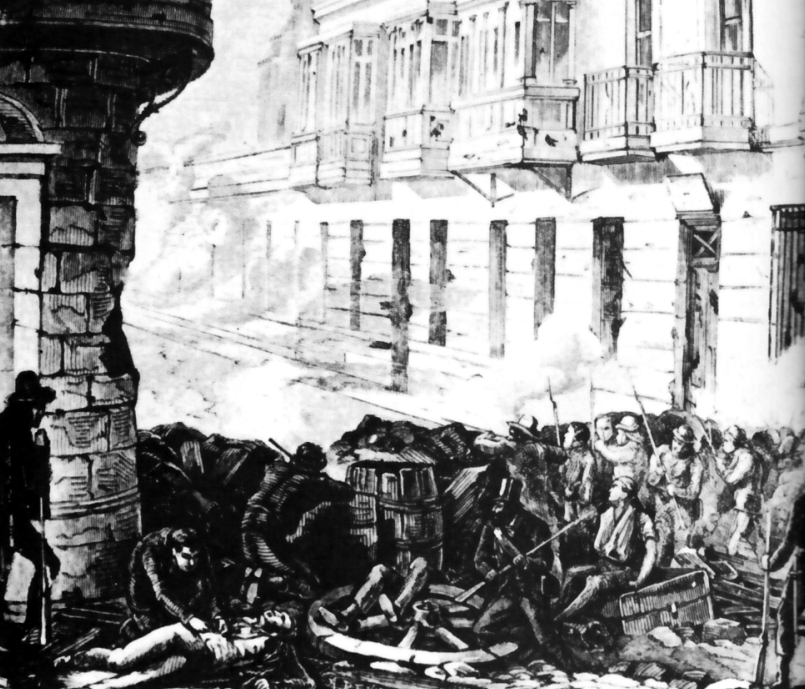
Barricadas nas imediações do quartel de Santa Catalina, em julho de 1872, durante a rebelião dos irmãos Gutiérrez.

Uma expedição combinada de patriotas argentinos e chilenos dirigidos pelo general José de San Martín desembarcou ao sul de Lima em 1820, mas não atacou a cidade. Enfrentando um bloqueio naval e a ação de guerrilhas em terra firme, o vice-rei José de la Serna e Hinojosa foi forçado a evacuar a cidade em julho de 1821 para salvar o exército realista. Temendo um levantamento popular e carecendo de meios para impor a ordem, o conselho da cidade convidou San Martín a entrar em Lima e assinou uma declaração de independência a seu pedido. No entanto, a guerra não tinha acabado e, nos dois anos seguintes, a cidade mudou de mãos muitas vezes.[carece de fontes?]
Proclamada a independência do Peru em 1821 pelo general José de San Martín, Lima converteu-se na capital da República do Peru. Assim, Lima foi a sede do governo do libertador e sede também do Congresso constituinte que teve o Peru.
Os primeiros anos da história republicana peruana se caracterizaram pelo constante confronto entre  caudilhos militares, que tinham, como objetivo, governar o país e para o qual tentavam tomar a sede de governo. Assim, Lima sofreu vários assédios e confrontos armados em suas ruas. Durante o longo período de guerras civis, metade da cidade foi destruída. Em 1862, deu-se início ao processo de mudança na nomenclatura urbana da cidade. Em 1868, foi eleito o presidente José Balta, pondo fim a mais de três décadas de guerra civil. Neste governo, ocorreu a demolição das muralhas que circundavam a cidade. Em 1872, perto do fim de seu governo, foi derrubado pelos irmãos Gutiérrez e, alguns dias depois, foi assassinado. Durante o golpe, houve várias brigas dentro da cidade. Com o início da Guerra do Pacífico, Lima é afetada pelo bloqueio do porto e a consequente ocupação chilena. As tropas invasoras saquearam a cidade. Logo após a retirada do exército invasor, Lima iniciou um processo de reconstrução, que se viu limitada devido aos confrontos entre Andrés Avelino Cáceres e Nicolás de Piérola.
Em 1894-1895, ocorreu a terceira guerra civil peruana. A 16 de março de 1895, Nicolás de Piérola, chefe da revolta, ordenou o ataque à cidade. Seu exército foi dividido em três seções para atacar simultaneamente o Lima Norte, Central e do Sul. Após três dias de batalhas, insurgentes tomaram Lima e a saquearam durante dias. Os confrontos causaram mais de mil mortos. Corpos se amontoaram nas ruas e nos hospitais. A decomposição dos corpos desencadeou uma epidemia. A situação foi agravada porque Lima não tinha saneamento básico, esgoto, água corrente ou um sistema de hospitais. Com Piérola assumindo o poder, houve o início do que se denominou a república aristocrática.

### Séculos XX e XXI

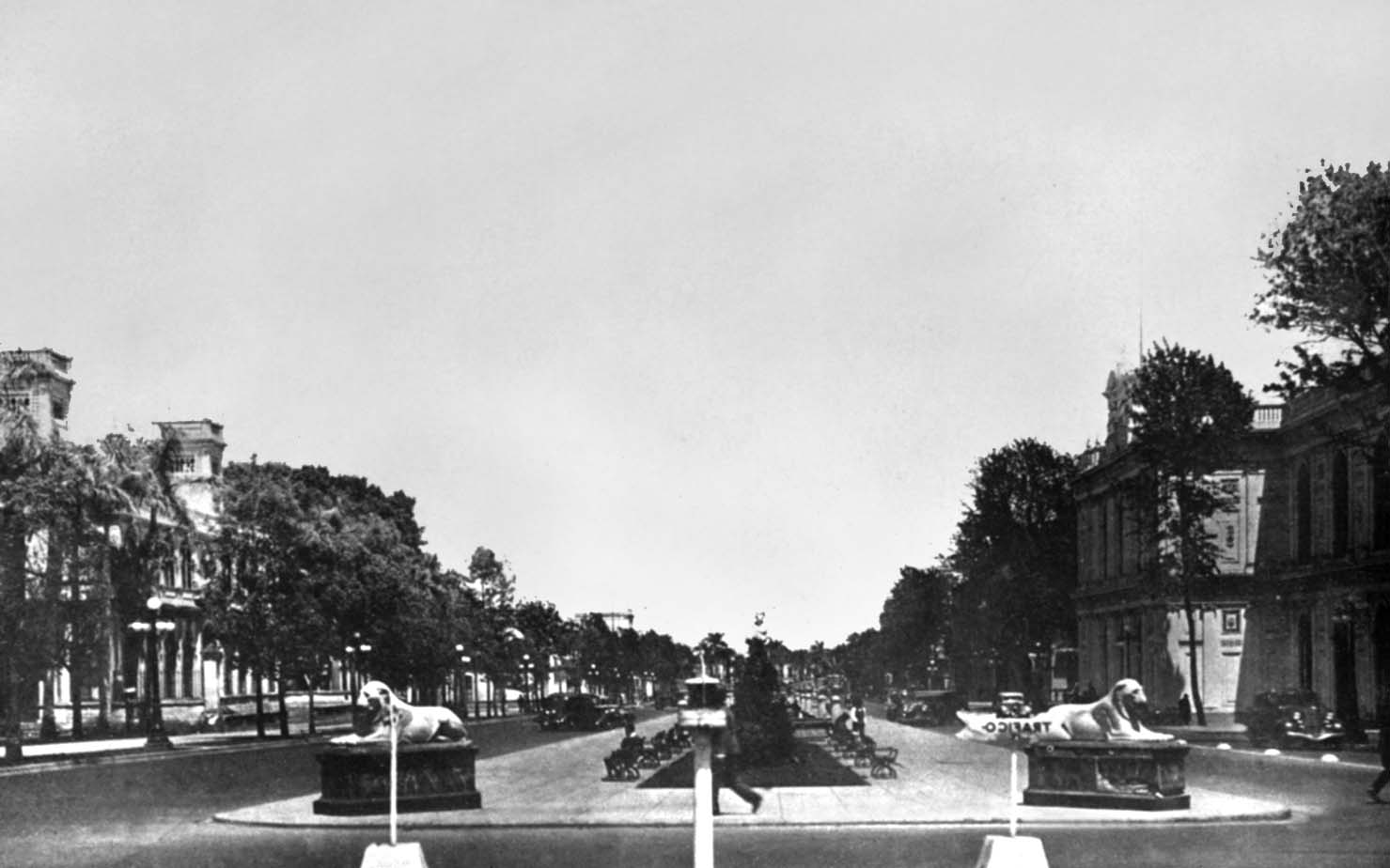
Avenida 9 de Dezembro em 1919.

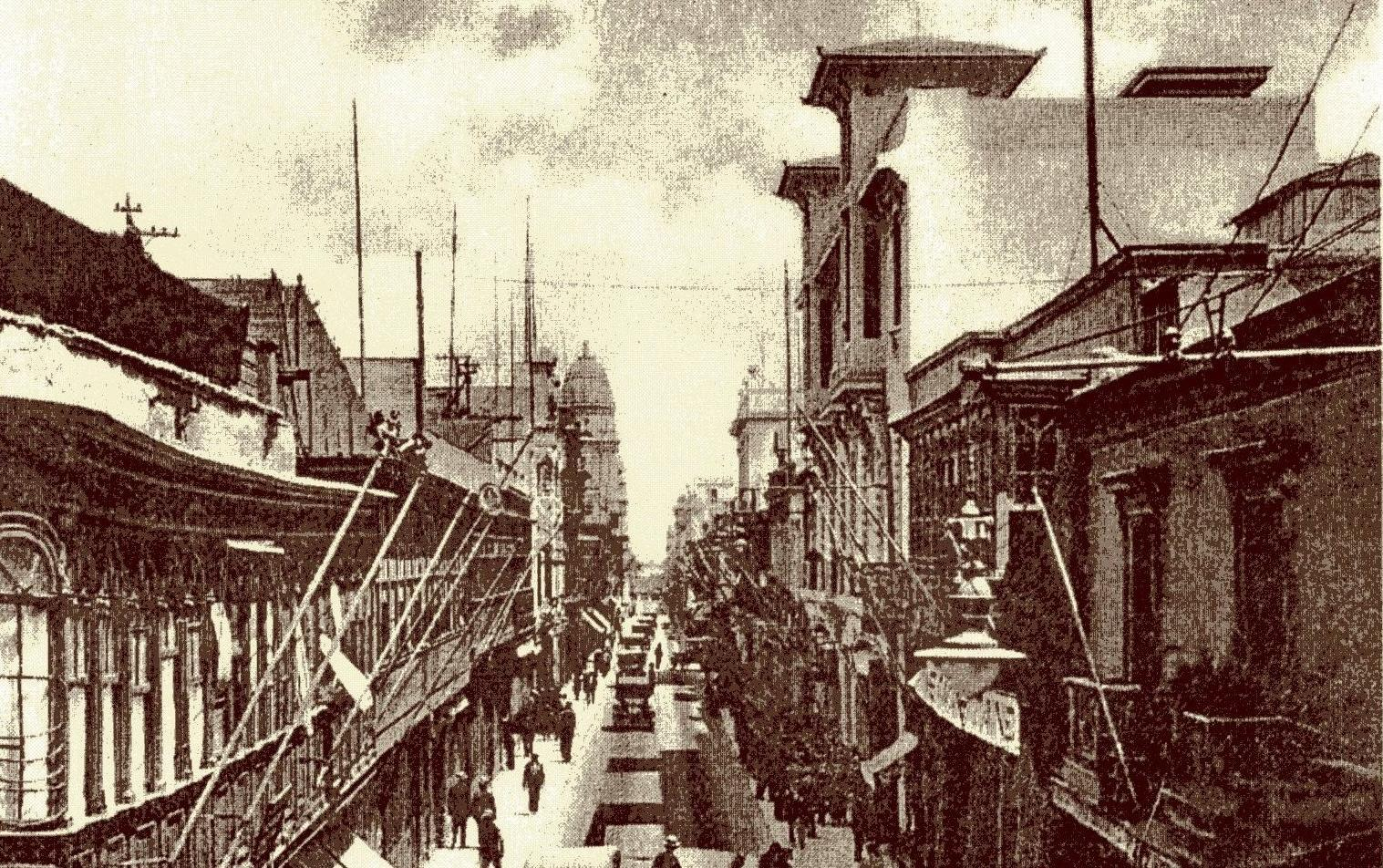
A via Jirón de la Unión nos anos 1930.

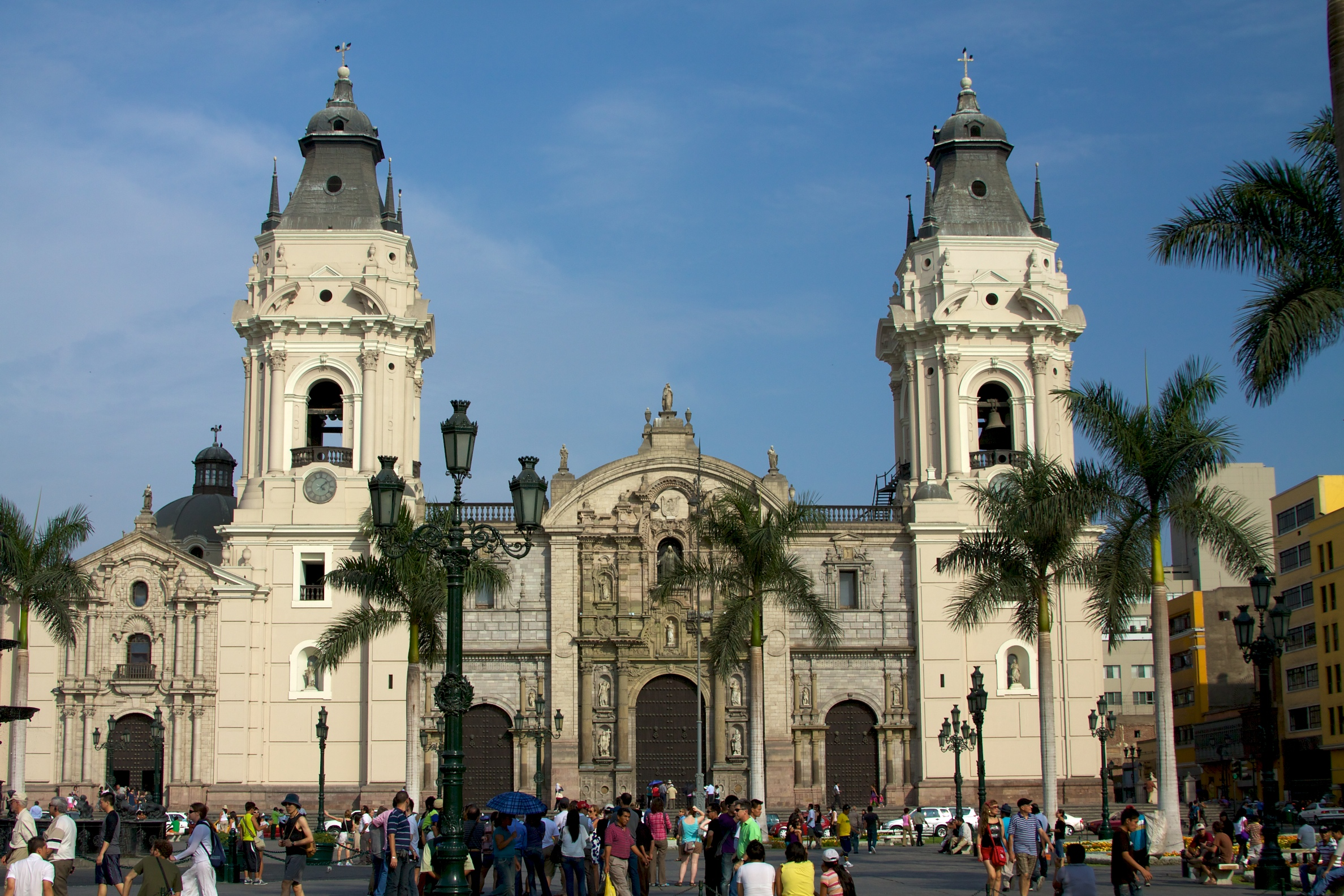
Centro Histórico de Lima em 2012.

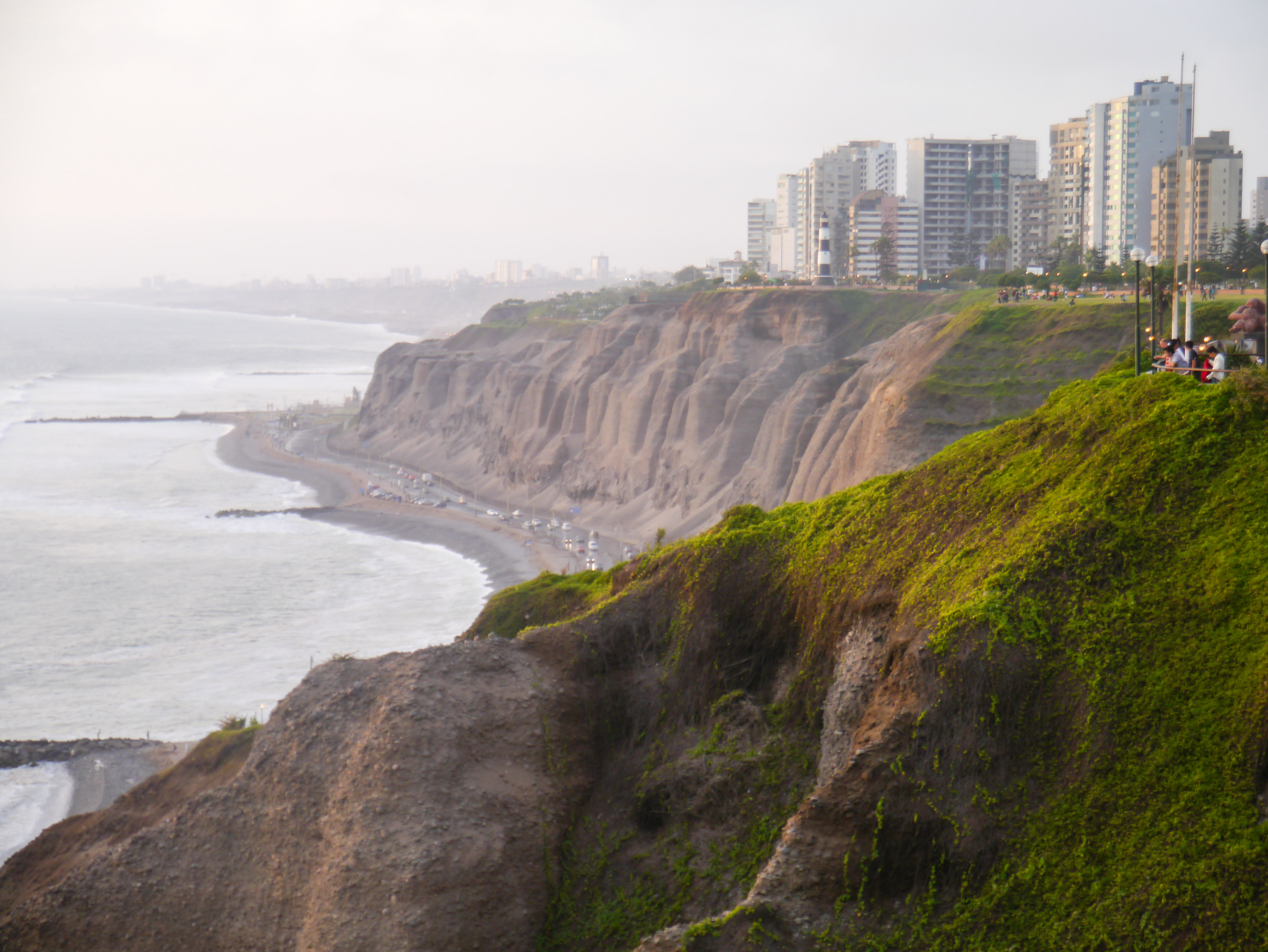
Litoral de Lima em 2013.

No início do século XX, após o saque e a nova guerra civil, Lima iniciou um processo de reconstrução. No entanto, a construção se tornou improvisada e desordenada. Nos anos 1930, Lima não possuía serviços básicosː o principal meio de transporte era a carroça e, para iluminar as ruas, ainda eram usando velas como na era colonial. Em 1937, começa a remodelação do Palácio de Gobierno e da Casa Municipal, fortemente danificadas pelos terremotos. Entre 1941 e 1942, a Guerra peruano-equatoriana causou escassez em todo o Peru. Houve vários saques de lojas em Lima. O estado de sítio foi decretado na cidade por 30 dias, durante os quais 52 pessoas foram mortas em confrontos com a polícia. Em 1951, o primeiro estádio de futebol do país abre, o Estádio Nacional.[carece de fontes?]
Nos anos 1960, deu-se início à emigração em massa de pessoas do interior do país, produzindo um crescimento exponencial da população na capital e a consequente expansão urbana descontrolada, produto principalmente do êxodo rural e migração urbana. As novas populações construíram as suas habitações em terrenos próximos ao centro, os quais se utilizavam até aí como zona agrícola. Os novos assentamentos não tinham infraestrutura, pavimento ou esgoto. Os distritos de Lince, La Victoria para o sul; Breña e Pueblo Libre para o oeste; El Agustino, Ate e San Juan de Lurigancho para o leste e San Martín de Porres e Comas ao norte. Lima, em 1963, incorpora iluminação elétrica e começa a pavimentar as grandes avenidas. Em 1976, se criou Villa el Salvador (atual distrito de Villa El Salvador), localizada a trinta quilômetros do centro da cidade e atualmente integrada na área metropolitana.[carece de fontes?]
Nos anos 1970 e durante os vinte anos seguintes, o grupo terrorista Sendero Luminoso empreenderia ações violentas contra civis por meio de assassinatos, execuções sumárias e atentados civis e contra a infraestrutura do governo. Outro grupo terrorista, o Movimento Revolucionário Túpac Amaru, cometeu assassinatos, sequestros e sabotagem. Devido às ações de grupos terroristas, a taxa de homicídios subiu na cidade. Milhares de peruanos decidiram deixar Lima e fugir para o exterior. As poucas indústrias estabelecidas na década anterior saíram da cidade e do país, provocando frequentes desabastecimentos de produtos básicos durante as década de 1970 e 1980. A escassez foi acompanhada por greves gerais, saques a lojas e forte repressão da polícia. Os planos para a construção dos primeiros sistemas de água e esgoto seriam retardados pela estagnação econômica do país. Na década de 1980, a violência terrorista se agravou, juntamente ao desordenado crescimento da cidade. Com o acréscimo de pessoas que chegavam como migrantes internos, a cidade estava à beira do colapso. O centro histórico da cidade sofreu uma crescente deterioração e muitas zonas da cidade careciam constantemente dos serviços básicos. Durante as décadas de 1980 e 1990, a cidade sofreu ataques terroristas por parte de grupos guerrilheiros. Em 1991, Lima sofreu mais de 900 ataques que deixaram 400 mortos.
O novo ministro da Economia e Finanças, Abel Salinas, lançou o Plano Zero. Disparou o preço dos produtos farmacéuticos e houve aumento de 600% e 400% da gasolina. Desde setembro de 1988, a inflação tornou-se hiperinflação. No  mês, os preços aumentaram 114%. A escassez de matérias-primas e alimentos piorou. O número de famílias pobres em todo o Peru chegou a 70,7% durante o período 1980-1989. A região mais afetada foi a área metropolitana e El Callao com picos de 80% de pobreza.
Em 8 de agosto de 1990, o governo de Alberto Fujimori anunciou um choque econômico chamado "Fujishock": o desemprego subiu para 73%, a inflação chegou a 7 694,6%. (114,5% em 1987, 1 722% em 1988, 2 775% em 1989, e 7 694% em 1990). A presença das forças armadas não impediu os protestos maciços em Lima. Famílias pobres começaram a saquear e havia longas filas para comprar itens básicos como açúcar. O Fujishock continuou, o preço da gasolina aumentou 3 000 por cento. Fujimori decretado sobe em grampos da ordem de 160 por cento e 300 por cento. Depois do Fujishock, o nível de pobreza no país aumentou até 79%. Durante o governo neoliberal de Fujimori, a economia estagnou, a pobreza aumentou e houve saques ocasionais a supermercados e pequenas lojas. Em 1992, Fujimori deu um golpe, fechou o Parlamento, suspendeu a constituição e o estado de direito, e Lima foi ocupada pelo exército.[carece de fontes?]
Depois de uma década sob o regime de Alberto Fujimori, em 2001, Lima conseguiu sua autonomia. As eleições municípios, em 2014, foram ganhas por Luis Castañeda Lossio. Durante seu governo, ele tem sido criticado pela inclusão de seu nome e imagem em grande parte do trabalho realizado pela prefeitura, visando a fins políticos. Lima, atualmente, tem cerca de 9,2 milhões de habitantes (cerca de um terço da população peruana). As eleições municípios, em 2018, foram ganhas por Jorge Muñoz.[carece de fontes?]

## Geografia

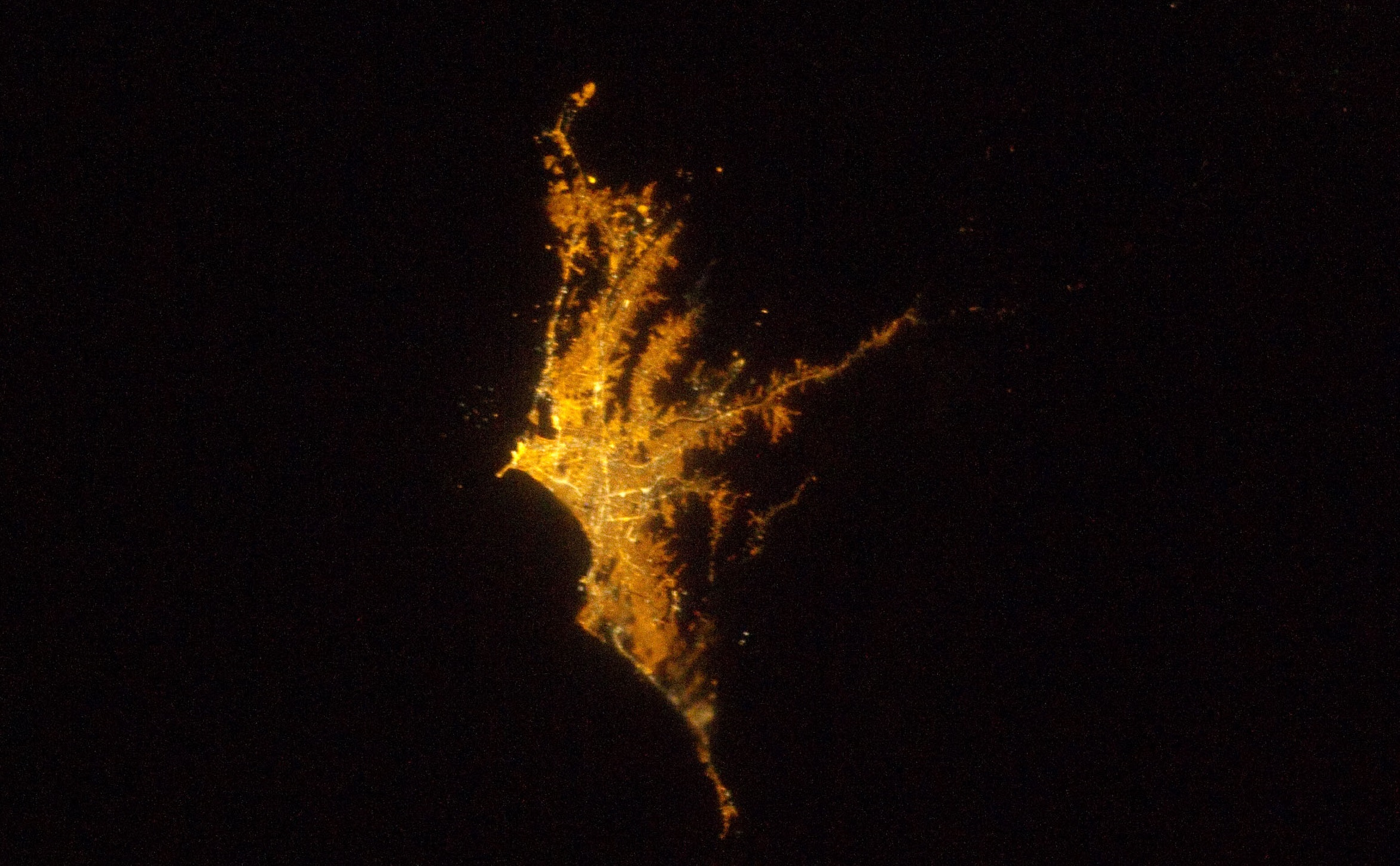
Imagem de satélite de Lima à noite.

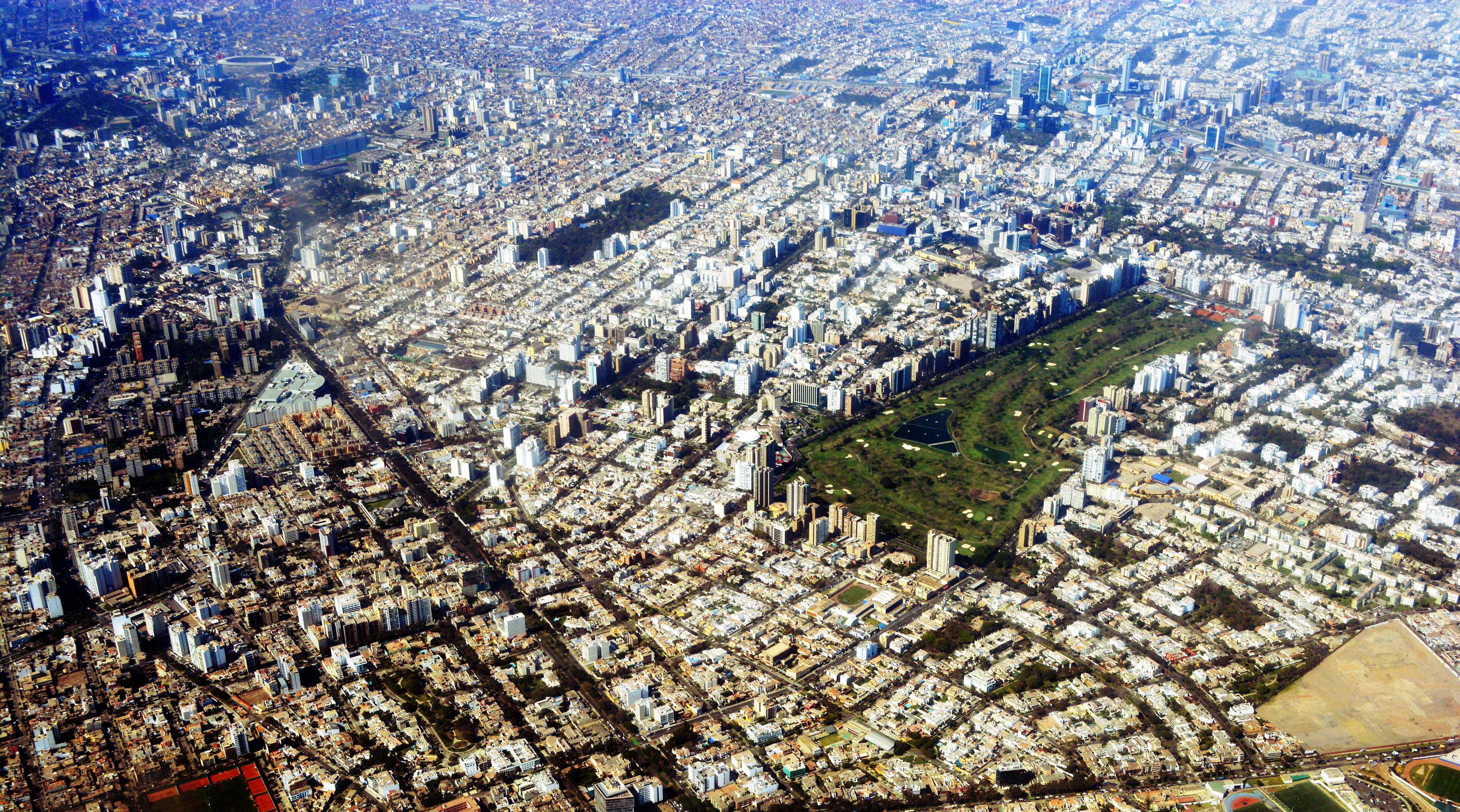
Fotografia aérea da cidade.

A área urbana cobre cerca de 800 km². Está localizada em terrenos principalmente planos na planície costeira peruana, nos vales dos rios Chillón, Rímac e Lurín. A cidade desliza suavemente nas margens do Oceano Pacífico através de vales e encostas de montanha localizadas a 1 550 metros acima do nível do mar. Dentro da cidade estão localizadas colinas isoladas que não estão conectadas às cadeias circundantes, como as colinas El Agustino, San Cosme, El Pino, La Milla, Muleria e Pro.
A Região Metropolitana de Lima cobre 2 672,28 km², dos quais 825,88 km² (31%) compreendem a cidade real e 1 846,40 km² (69%) dos arredores da cidade. A área urbana se estende por 60 km de norte a sul e cerca de 30 km de oeste a leste. O centro da cidade está localizado a 15 km no litoral do rio Rímac, um recurso hídrico vital para a cidade, uma vez que traz água potável para seus habitantes e alimenta as hidrelétricas que fornecem eletricidade para a região. Embora não exista uma definição administrativa oficial para a cidade, geralmente é considerada como composta pelos 30 centros centrais de 43 províncias da província de Lima, correspondendo a uma área urbana centrada em torno do histórico bairro de Cercado de Lima. A cidade é o núcleo da área metropolitana de Lima, uma das dez maiores áreas metropolitanas da América. Lima é a segunda maior cidade localizada em um deserto do mundo, depois do Cairo, no Egito. De acordo com um relatório de 2014 da Organização Mundial de Saúde, a cidade tem o ar mais poluído da América Latina.

### Clima
Lima tem elevados níveis de umidade relativa do ar, baixa precipitação atmosférica e temperaturas moderadas (raramente sobem além de 30 °C ou descem abaixo de 10 °C). Está localizada a doze graus de latitude sul e quase ao nível do mar, exceto a parte oriental, localizada em colinas. Seu clima é caracterizado pela ausência de chuva, com um alto nível de umidade e cobertura de nuvens persistente (muitos dias são nublados e com nevoeiro, principalmente entre maio e dezembro). Quando chove em Lima, há problemas, porque a cidade não está preparada para a chuva. Nas colinas, avalanches ocorrem, causando graves prejuízos.

Temperaturas médias no Aeroporto Internacional Jorge Chávez.

Com baixíssima pluviosidade, a chuva é quase nula. A média anual é de 6,4 milímetros, relatados no aeroporto, o valor mais baixo numa capital nacional e área metropolitana do mundo. A umidade relativa do ar é muito elevada, com persistente neblina entre junho e dezembro, quando as nuvens são mais baixas, numa situação localmente chamada de cielo de brujas (céu de bruxas). O tempo costuma ser relativamente ensolarado e tépido no verão (de janeiro a abril). Lima tem apenas 1 284 horas de sol por ano (índice menor que em Reykjavík, na Islândia); 28,6 horas em julho e 179,1 horas em janeiro, números excepcionalmente baixos, ainda mais levando-se em conta que a cidade está situada em baixa latitude e possui clima árido.
O clima é desértico ameno (BWn, de acordo com a classificação climática de Köppen-Geiger). A temperatura média anual está em torno de 19 °C, com uma máxima anual de cerca de 29 °C. No verão, de dezembro a abril, as temperaturas variam entre 21 e 28 °C. No inverno, de junho a setembro, as temperaturas variam entre 12 e 19 °C. A temperatura mais baixa registada na cidade é 8 °C, e a mais alta, 33 °C. A primavera e o outono tem temperaturas entre 17 e 23 °C. A combinação das condições atmosféricas que produzem este árido clima são: o frio da corrente de Humboldt, que esfria o caloroso ambiente tropical que corresponde à sua latitude, produzindo uma nuvem espessa extremamente baixa (menos de 500 metros da superfície), que impede a passagem da luz direta do sol, perto da Cordilheira dos Andes, que atua como uma barreira, impedindo que o ar arrefecido por correntes marítimas e as nuvens dispersem-se, e também impede a formação de nuvens carregadas de chuva.
| Dados climáticos para Lima (Aeroporto Internacional Jorge Chávez) 1961–1990, temp. extremas 1960–atualidade | Dados climáticos para Lima (Aeroporto Internacional Jorge Chávez) 1961–1990, temp. extremas 1960–atualidade | Dados climáticos para Lima (Aeroporto Internacional Jorge Chávez) 1961–1990, temp. extremas 1960–atualidade | Dados climáticos para Lima (Aeroporto Internacional Jorge Chávez) 1961–1990, temp. extremas 1960–atualidade | Dados climáticos para Lima (Aeroporto Internacional Jorge Chávez) 1961–1990, temp. extremas 1960–atualidade | Dados climáticos para Lima (Aeroporto Internacional Jorge Chávez) 1961–1990, temp. extremas 1960–atualidade | Dados climáticos para Lima (Aeroporto Internacional Jorge Chávez) 1961–1990, temp. extremas 1960–atualidade | Dados climáticos para Lima (Aeroporto Internacional Jorge Chávez) 1961–1990, temp. extremas 1960–atualidade | Dados climáticos para Lima (Aeroporto Internacional Jorge Chávez) 1961–1990, temp. extremas 1960–atualidade | Dados climáticos para Lima (Aeroporto Internacional Jorge Chávez) 1961–1990, temp. extremas 1960–atualidade | Dados climáticos para Lima (Aeroporto Internacional Jorge Chávez) 1961–1990, temp. extremas 1960–atualidade | Dados climáticos para Lima (Aeroporto Internacional Jorge Chávez) 1961–1990, temp. extremas 1960–atualidade | Dados climáticos para Lima (Aeroporto Internacional Jorge Chávez) 1961–1990, temp. extremas 1960–atualidade | Dados climáticos para Lima (Aeroporto Internacional Jorge Chávez) 1961–1990, temp. extremas 1960–atualidade |
| Mês | Jan | Fev | Mar | Abr | Mai | Jun | Jul | Ago | Set | Out | Nov | Dez | Ano |
| --- | --- | --- | --- | --- | --- | --- | --- | --- | --- | --- | --- | --- | --- |
| Recorde alta °C (°F)                                                                                        | 32.7 (90.9)                                                                                                 | 32.5 (90.5)                                                                                                 | 33.4 (92.1)                                                                                                 | 31.6 (88.9)                                                                                                 | 30.3 (86.5)                                                                                                 | 30.0 (86)                                                                                                   | 28.3 (82.9)                                                                                                 | 29.0 (84.2)                                                                                                 | 28.0 (82.4)                                                                                                 | 25.2 (77.4)                                                                                                 | 29.0 (84.2)                                                                                                 | 30.4 (86.7)                                                                                                 | 33.4 (92.1)                                                                                                 |
| Média alta °C (°F)                                                                                          | 26.1 (79)                                                                                                   | 26.8 (80.2)                                                                                                 | 26.3 (79.3)                                                                                                 | 24.5 (76.1)                                                                                                 | 22.0 (71.6)                                                                                                 | 20.1 (68.2)                                                                                                 | 19.1 (66.4)                                                                                                 | 18.8 (65.8)                                                                                                 | 19.1 (66.4)                                                                                                 | 20.3 (68.5)                                                                                                 | 22.1 (71.8)                                                                                                 | 24.4 (75.9)                                                                                                 | 22.5 (72.5)                                                                                                 |
| Média diária °C (°F)                                                                                        | 22.1 (71.8)                                                                                                 | 22.7 (72.9)                                                                                                 | 22.2 (72)                                                                                                   | 20.6 (69.1)                                                                                                 | 18.8 (65.8)                                                                                                 | 17.5 (63.5)                                                                                                 | 16.7 (62.1)                                                                                                 | 16.2 (61.2)                                                                                                 | 16.4 (61.5)                                                                                                 | 17.3 (63.1)                                                                                                 | 18.7 (65.7)                                                                                                 | 20.7 (69.3)                                                                                                 | 19.2 (66.6)                                                                                                 |
| Média baixa °C (°F)                                                                                         | 19.4 (66.9)                                                                                                 | 19.8 (67.6)                                                                                                 | 19.5 (67.1)                                                                                                 | 17.9 (64.2)                                                                                                 | 16.4 (61.5)                                                                                                 | 15.6 (60.1)                                                                                                 | 15.2 (59.4)                                                                                                 | 14.9 (58.8)                                                                                                 | 14.9 (58.8)                                                                                                 | 15.5 (59.9)                                                                                                 | 16.6 (61.9)                                                                                                 | 18.2 (64.8)                                                                                                 | 17.2 (63)                                                                                                   |
| Recorde baixa °C (°F)                                                                                       | 12.0 (53.6)                                                                                                 | 15.0 (59)                                                                                                   | 11.0 (51.8)                                                                                                 | 10.0 (50)                                                                                                   | 8.0 (46.4)                                                                                                  | 10.0 (50)                                                                                                   | 8.9 (48) | 10.0 (50)                                                                                                   | 12.5 (54.5)                                                                                                 | 11.0 (51.8)                                                                                                 | 11.1 (52)                                                                                                   | 13.9 (57)                                                                                                   | 8.0 (46.4)                                                                                                  |
| Média precipitação mm (pol.)                                                                                | 0.8 (0.031)                                                                                                 | 0.4 (0.016)                                                                                                 | 0.4 (0.016)                                                                                                 | 0.1 (0.004)                                                                                                 | 0.3 (0.012)                                                                                                 | 0.7 (0.028)                                                                                                 | 1.0 (0.039)                                                                                                 | 1.5 (0.059)                                                                                                 | 0.7 (0.028)                                                                                                 | 0.2 (0.008)                                                                                                 | 0.1 (0.004)                                                                                                 | 0.2 (0.008)                                                                                                 | 6.4 (0.252)                                                                                                 |
| Média de dias de precipitação (≥ 0.1 mm)                                                                    | 0.7 | 0.7 | 0.7 | 0.3 | 1.1 | 2.3 | 3.0 | 4.1 | 3.1 | 1.2 | 0.4 | 0.5 | 18.2 |
| Média umidade relativa (%)                                                                                  | 81.6 | 82.1 | 82.7 | 85.0 | 85.1 | 85.1 | 84.8 | 84.8 | 85.5 | 83.5 | 82.1 | 81.5 | 82.8 |
| Média mensal horas de sol                                                                                   | 179.1 | 169.0 | 139.2 | 184.0 | 116.4 | 50.6 | 28.6 | 32.3 | 37.3 | 65.3 | 89.0 | 139.2 | 1 230 |
| Source #1: Deutscher Wetterdienst, Meteo Climat (temperaturas extremas)                                     | | | | | | | | | | | | | |
| Source #2: Universidad Complutense de Madrid (horas de sol e umidade relativa)                              | | | | | | | | | | | | | |

## Demografia

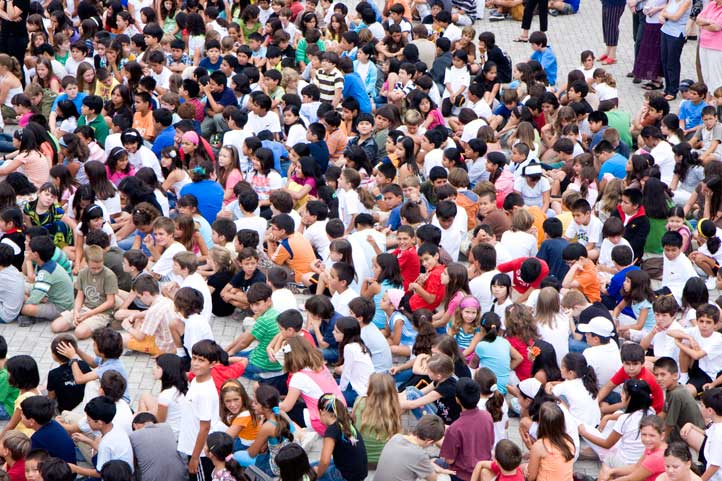
Crianças de uma escola de Santiago de Surco.

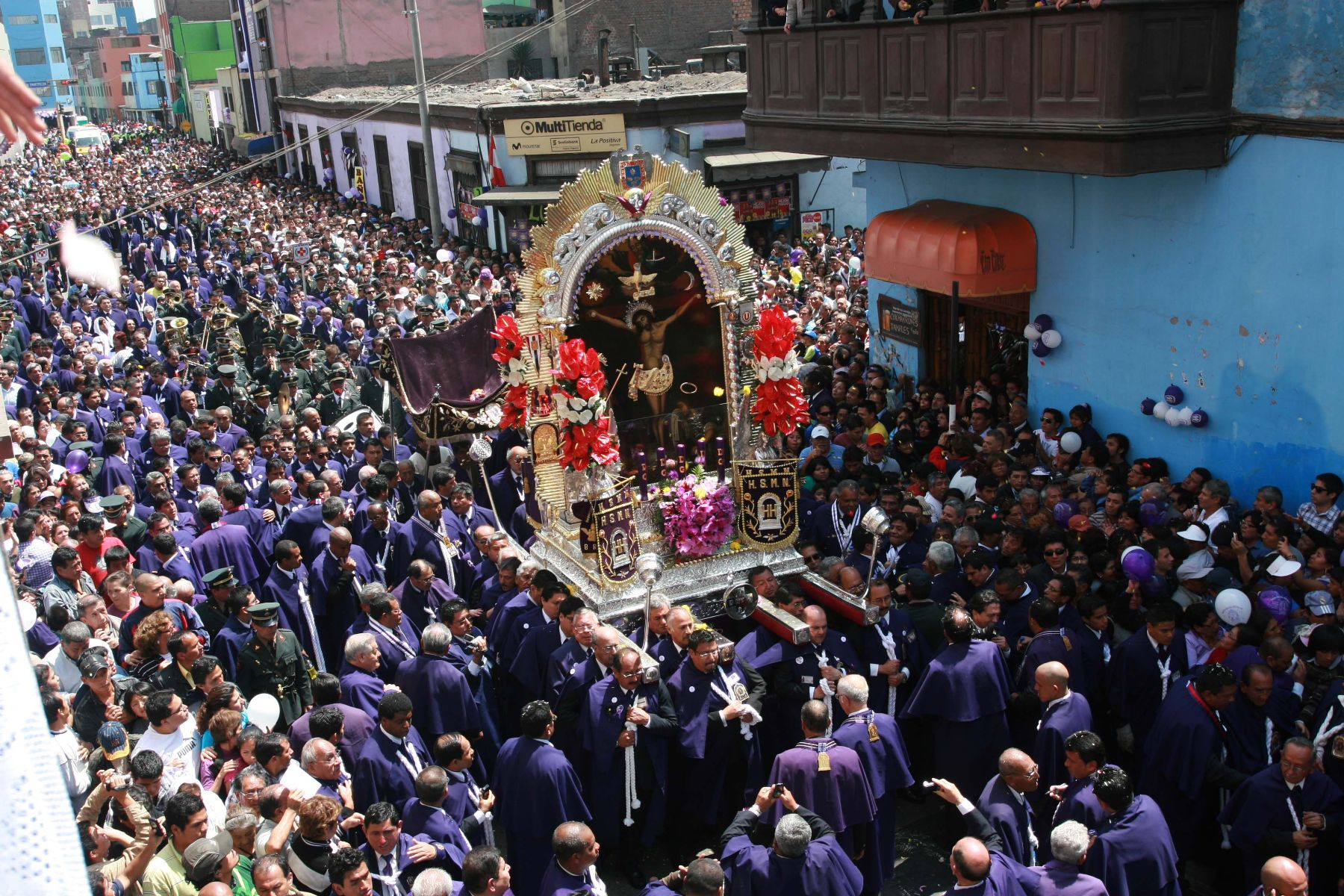
Festa religiosa Senhor dos Milagres.

Em 2007, Lima tinha uma população municipal de 8 852 000 habitantes e uma densidade populacional de 3 008,8 habitantes por quilômetro quadrado, enquanto que sua área metropolitana tem 9 752 000 pessoas. Em 2014, Lima ocupava o 30.º lugar entre as aglomerações urbanas mais populosas do mundo e era segunda maior cidade da América do Sul (em termos de população dentro dos limites da cidade), depois de São Paulo. A sua população apresenta uma mistura complexa de grupos raciais e étnicos. Os mestiços da ascendência americana e europeia (principalmente espanhola e italiana) são o maior grupo étnico. Os peruanos europeus (pessoas brancas) são o segundo maior grupo. Muitos são de origem espanhola, italiana ou alemã; muitos outros são de ascendência francesa, britânica ou croata. Entre as minorias estão ameríndios (principalmente aimarás e quíchuas) e afro-peruanos, cujos antepassados africanos foram inicialmente trazidos para a região como escravos. Judeus de descendência europeia e do Oriente Médio também estão presentes. Os asiáticos, especialmente da descendência chinesa (cantonenses) e japonesa, vieram principalmente nos séculos XIX e início do século XX. Lima tem, de longe, a maior comunidade étnica chinesa da América Latina.
Em 2014, o Instituto Nacional de Estatística e Informática (INEI) informou que a população dos 49 distritos de Lima era 9 752 000 pessoas, incluindo a Província Constitucional do Callao. A cidade e sua área metropolitana representam cerca de 29% da população nacional. Da população da cidade, 48,7% são homens e 51,3% são mulheres. Os 49 distritos da metrópole são divididos em 5 áreas: Cono Norte (Lima norte), Lima Este (Lima Oriental), Província Constitucional do Callao, Lima Centro (Lima Central) e Lima Sur (Lima sul). As maiores áreas são Lima Norte com 2 475 432 pessoas e Lima Este com 2 619 814 pessoas, incluindo o maior distrito de San Juan de Lurigancho, que possui 1 milhão de pessoas. Lima é considerada uma cidade "jovem". De acordo com o INEI, em meados de 2014, a distribuição etária em Lima era: 24,3% entre 0 e 14 anos, 27,2% entre 15 e 29, 22,5% entre 30 e 44, 15,4% entre 45 e 59 e 10,6% acima de 60 anos.
A religião católica está muito presente na sociedade de Lima, especialmente nas celebrações religiosas. A cidade tem muitas igrejas no seu centro histórico. Uma procissão muito concorrida é a do "Senhor dos milagres" (Señor de los milagros). A cidade ultimamente também conta com outros prédios de diferentes igrejas protestantes em diferentes partes da cidade.

### Problemas urbanos

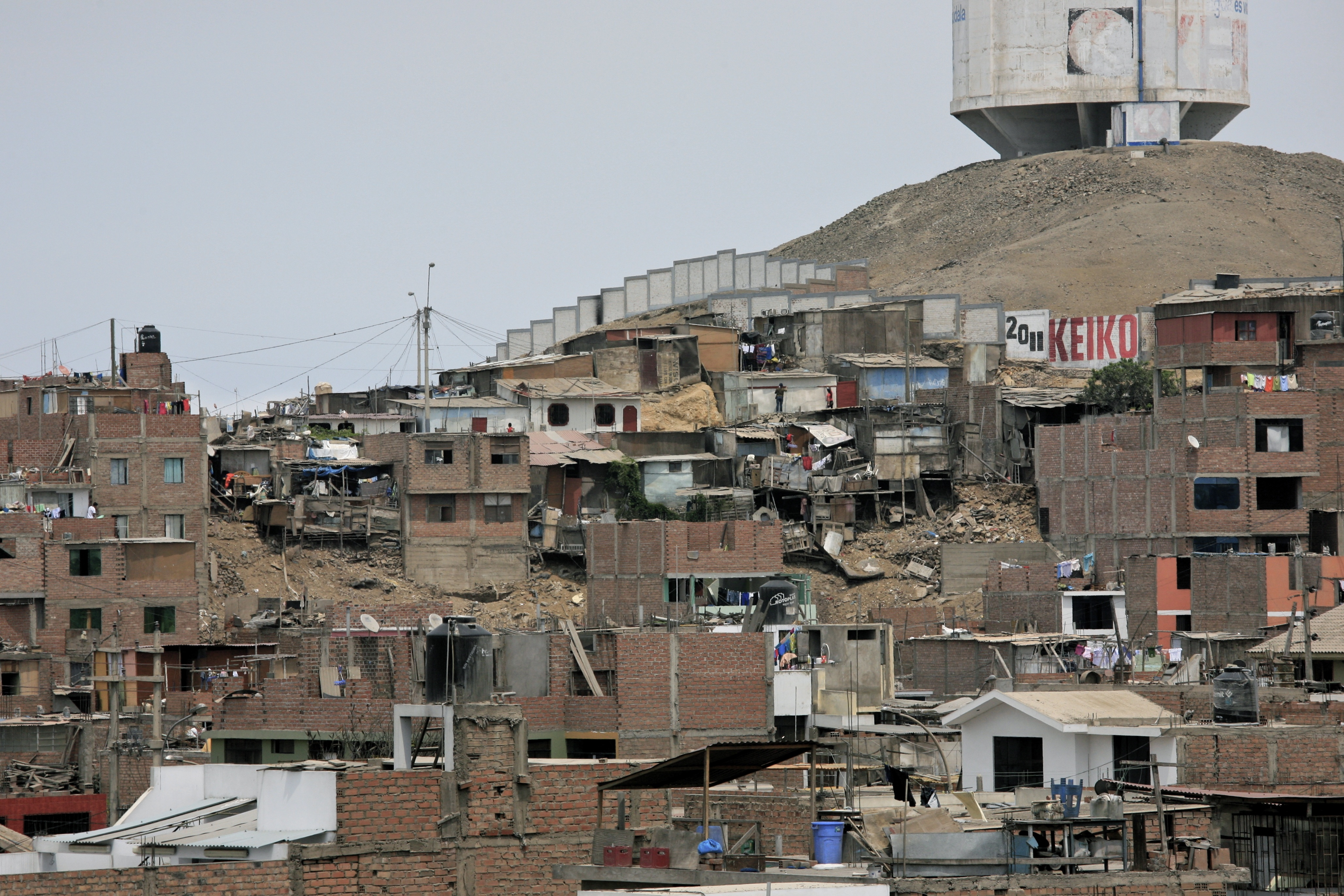
"Pueblos jovenes", como são conhecidas as favelas da cidade.

Os problemas incluem os altos níveis de poluição do ar pelas emissões de poluentes provenientes da indústria e dos automóveis. Na indústria, que está concentrada principalmente na região metropolitana de Lima, há disposição inadequada de resíduos e baixa capacidade de tratamento de esgoto, gases residuais e dos resíduos. Em 1961, havia 139 pueblos jovenes (favelas), com uma população de 316 829 habitantes e uma taxa de crescimento anual de 9,84%. Em 1970, os pueblos jovenes aumentaram para 273, com uma população de 761 755 habitantes. Hoje, Lima tem uma população 2 000 pueblos jovenes, onde vivem 2 623 000 habitantes, cerca de 31% da população metropolitana.
Na década de 1980, e durante as décadas de 1980 e 1990, a cidade sofreu ataques terroristas por parte de grupos armados e grupos guerrilheiros. Em 1991, Lima sofreu mais de 900 ataques que deixaram mais de 400 mortos. Durante os anos 1980, o cultivo ilegal de coca foi estabelecido em áreas extensas do lado ocidental dos Andes, nos subúrbios da cidade. Movimentos insurgentes rurais, como o Sendero Luminoso e o Movimento Revolucionário Túpac Amaru (MRTA), cresceram durante este tempo.
Desde meados do século XX, Lima recebeu muitas pessoas do interior do país, o que ajudou a mudar a composição étnica da capital peruana, com novos assentamentos formados por indígenas. Outro grande problema é o lixo; o tratamento do lixo urbano tem sido classificado como pobre.

## Governo e política

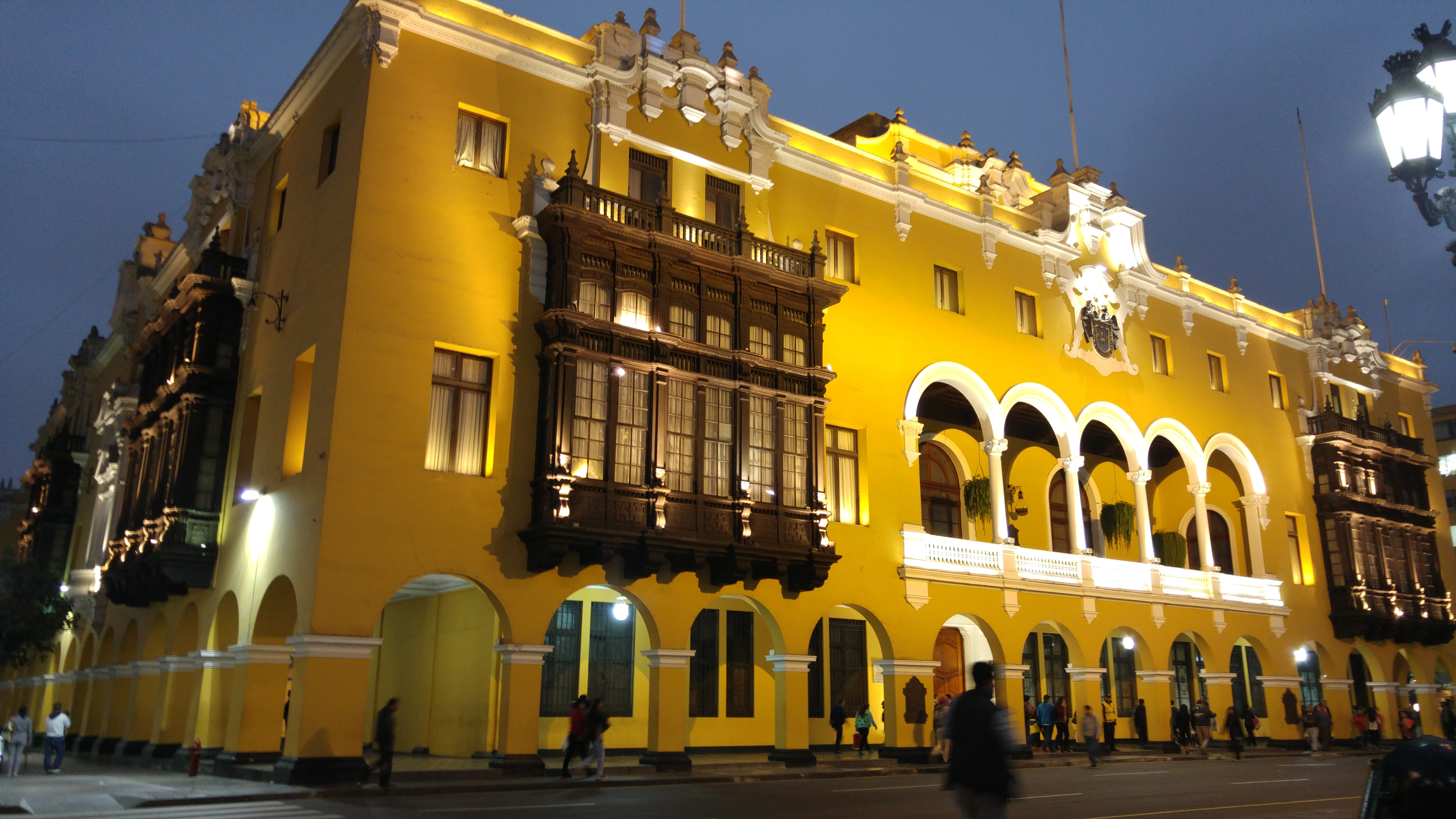
Prefeitura de Lima.

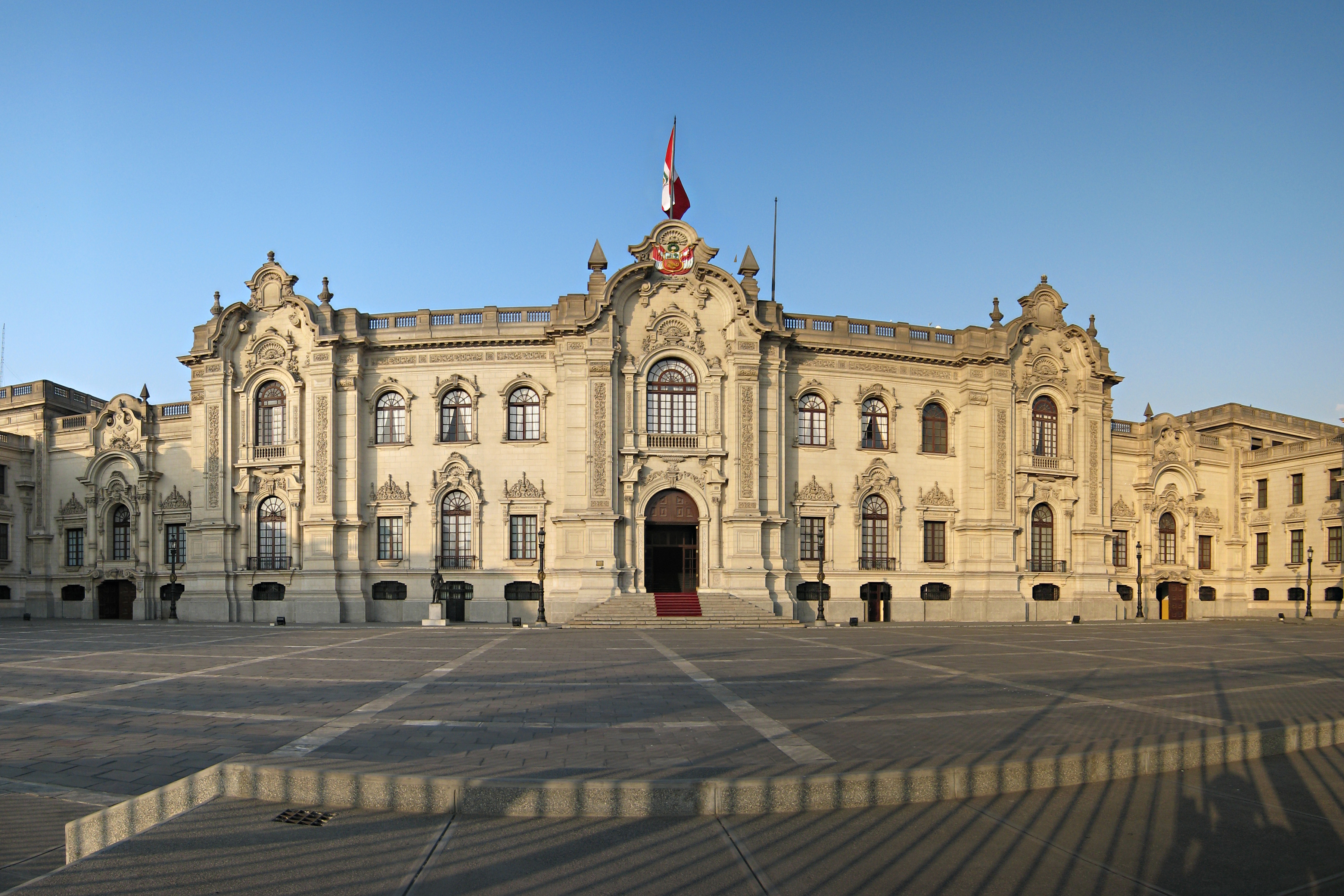
Palácio do Governo do Peru.

### Local
A cidade é aproximadamente equivalente à Província de Lima, que é subdividida em 43 distritos. O Município Metropolitano tem autoridade sobre toda a cidade, enquanto cada distrito tem seu próprio governo local. Ao contrário do resto do país, o município metropolitano, embora seja um município provincial, atua e tem funções similares às de um governo regional, já que não pertence a nenhuma das 25 regiões do Peru. Cada um dos 43 distritos tem seu próprio município distrital que é responsável por seu próprio distrito e coordena com o município metropolitano.

### Nacional
Lima é a capital da República do Peru e da província de Lima. Como tal, é o lar dos três ramos do Governo do Peru. O poder executivo está sediado no Palácio do Governo, localizado na Plaza Mayor. Todos os ministérios de governo também estão localizados na cidade. O poder legislativo está sediado no Palácio Legislativo e é o lar do Congresso da República do Peru. O poder judiciário está sediado no Palácio da Justiça e é o lar do Supremo Tribunal do Peru, o tribunal judicial mais alto do Peru com jurisdição em todo o território do país. Lima é sede de dois dos 28 maiores tribunais superiores ou superiores da justiça. O primeiro e mais antigo Tribunal Superior em Lima é o Tribunal Superior de Justiça, pertencente ao Distrito Judicial. Devido à organização judicial do Peru, a maior concentração de tribunais está localizada em Lima, apesar de seu distrito judicial ter jurisdição sobre apenas 35 dos 43 distritos. O Tribunal Superior do Cono Norte é o segundo Tribunal Superior localizado em Lima e faz parte do Distrito Judicial de Lima Norte. Este distrito judicial tem jurisdição sobre os restantes oito distritos, todos localizados no norte de Lima.

### Cidades-irmãs
Lista das cidades-irmãs de Lima:
- Arequipa, Peru
- Cusco, Peru
- Piura, Peru
- Nova York, Estados Unidos
- Los Angeles, Estados Unidos
- Austin, Estados Unidos
- Cleveland, Estados Unidos
- Miami, Estados Unidos
- Bordeaux, França
- Pequim, China
- Manila, Filipinas
- Madrid, Espanha
- Cidade do México, México
- São Paulo, Brasil
- Brasília, Brasil
- Rio de Janeiro, Brasil[47]
- Tegucigalpa, Honduras
- Buenos Aires, Argentina
- Guadalajara, México
- Montreal, Canadá
- Bogotá, Colômbia
- Cairo, Egito
- Cardiff, Reino Unido
- Pescara, Itália
- Tiatira, Turquia
- Karaçoban, Turquia

## Economia

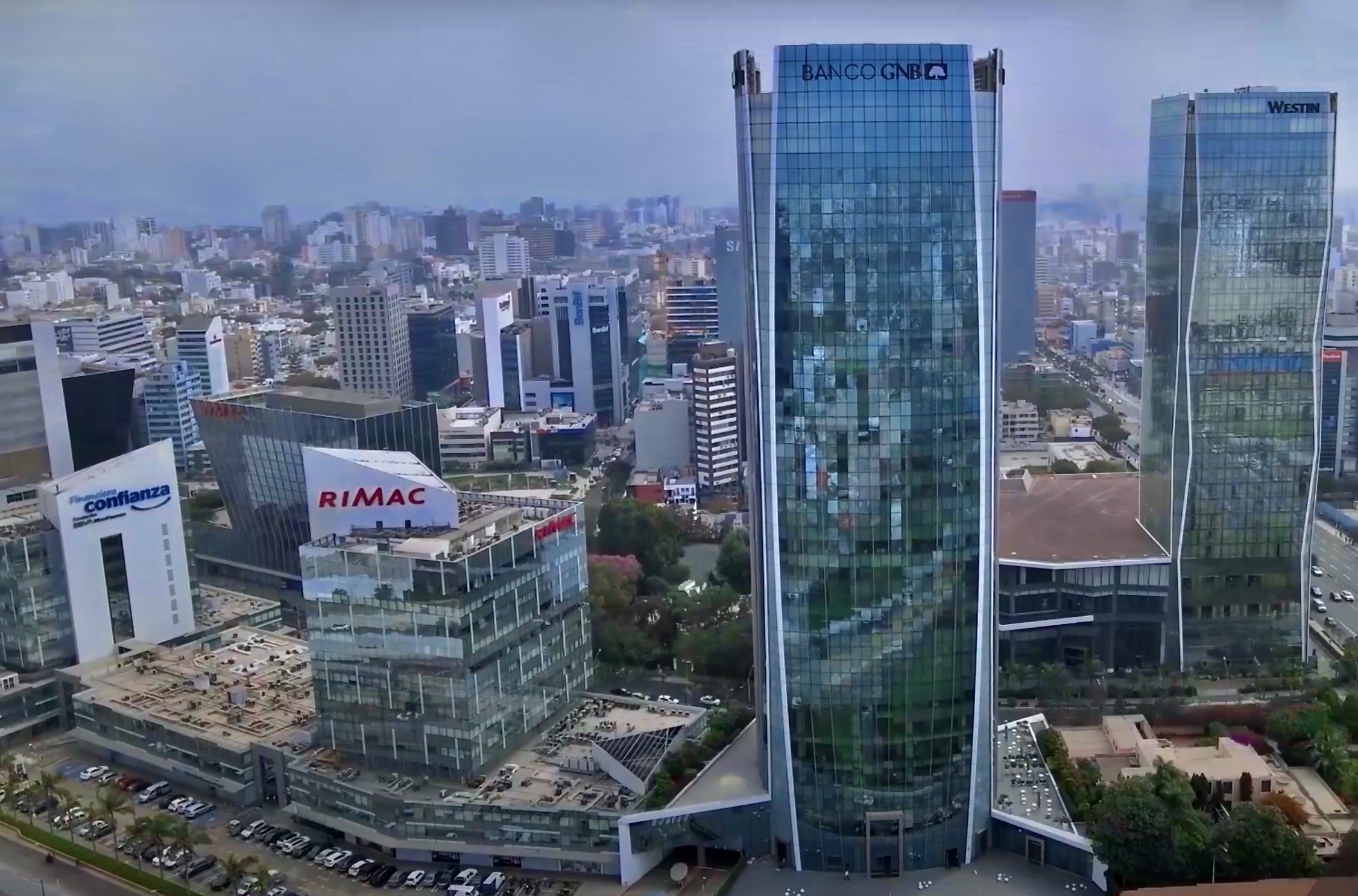
San Isidro, o centro financeiro de Lima.

Lima é o centro econômico do país. A Grande Lima tem cerca de 7 000 lojas e é responsável por mais de 70% da indústria do Peru. As principais indústrias são a alimentar, a química e a têxtil (embora o último sector esteja em crise profunda desde 2008). Por outro lado, a cidade sofre consideravelmente com a poluição provocada por milhares de veículos, principalmente a frota circulante mais antiga. A cidade foi incluída em 2012, pela World Cities Study Group and Network (GaWC) (rede de pesquisadores que mede a globalização das cidades) na categoria Beta Mais, juntamente com cidades como Lisboa, Copenhaga, Bangalore e Berlim.
O produto interno bruto (PIB) de Lima representa cerca de 48% do PIB do Peru.[carece de fontes?] A cidade abriga empresas nacionais, estrangeiras, bancos e companhias de seguros. A Bolsa de Valores de Lima foi fundada em 1860. A Região Metropolitana de Lima tem uma relação centro-periferia forte. Desde a entrada em vigor do acordo de livre comércio em 2010, a indústria têxtil e do vestuário está em criseː cerca de 14 000 empresas fecharam as portas porque não podiam pagar suas dívidas ou competir. Devido a isso, estima-se que, em 2013, 30 mil empregos serão perdidos em Lima.
O Mercado Central, um mercado de frutas e vegetais, se localiza no centro de Lima, entre o Huallaga e Ucayali, é um dos maiores mercados a céu aberto da cidade. Nos arredores deste mercado, é comum encontrar camelôs oferecendo quase de tudo. O Mercado Índio em Miraflores, o Centro San Miguel, o Centro Artesanal Carabaya e o Centro Artesanal Santo Domingo oferecem uma grande variedade de artesanato peruano.[carece de fontes?]
Existem muitos shoppings na cidade, como o Jockey Plaza em Surco e o Megaplaza Norte shopping. Mesa Redonda é uma parte do Centro Histórico de Lima na área do Barrios Altos, uma das partes mais antigas da cidade, que sofre de uma grande deterioração urbana. Nos últimos anos, tem havido, nesta área, um comércio baseado na economia informal. É identificado como uma área de alto risco devido a suas favelas, a superpopulação e venda de mercadoria ilegal. Em 2001, houve um incêndio provocado por cerca de 900 toneladas de fogos de artifício ilegais.

### Turismo

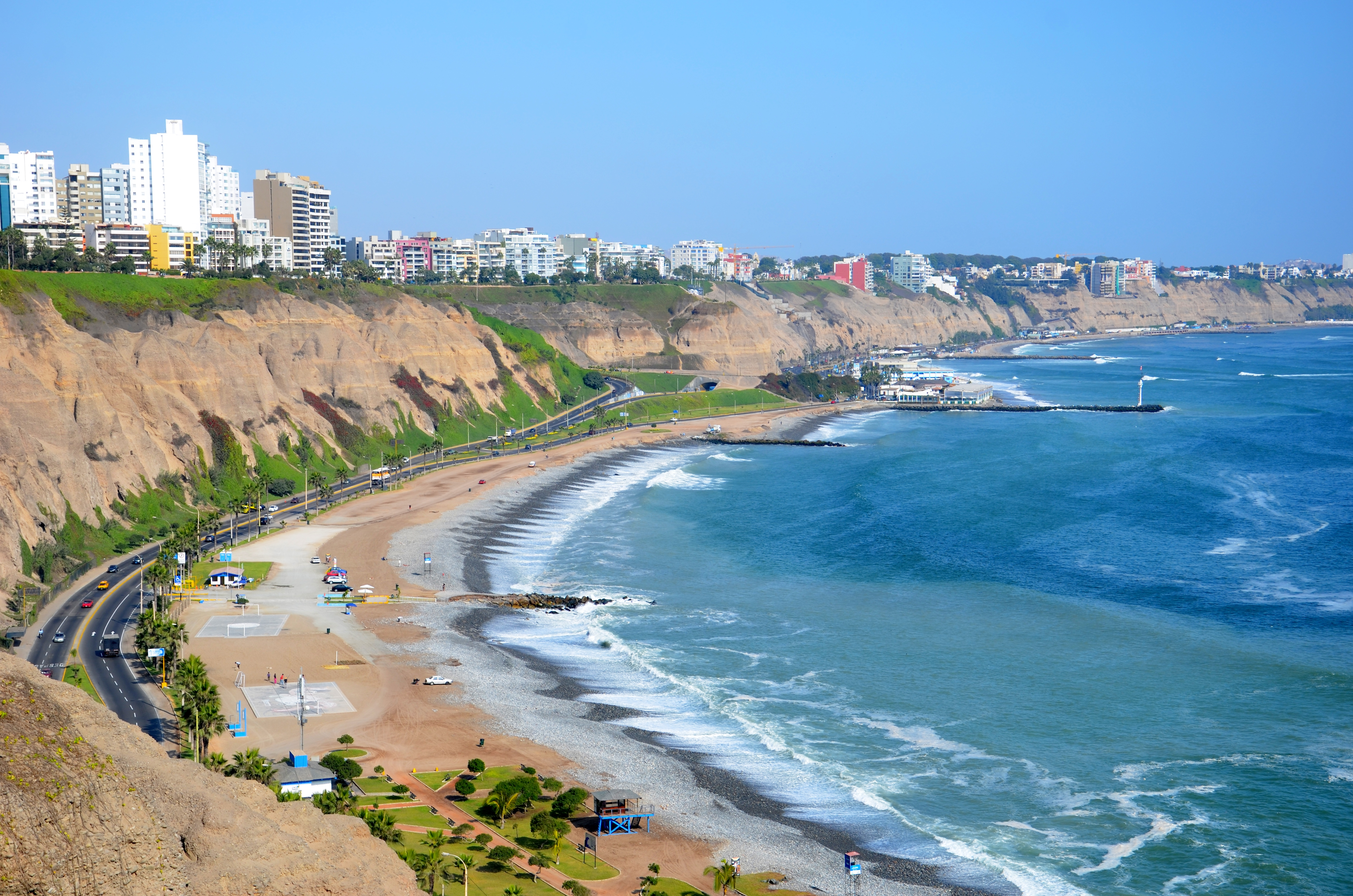
Costa Verde de Lima.

O Centro Histórico de Lima, formado pelos distritos de Lima e Rímac, foi declarado Patrimônio da Humanidade pela UNESCO em 1988. Alguns exemplos de arquitetura colonial incluem a Basílica e Convento de São Francisco de Lima, a Plaza Mayor, a Catedral e o Palácio de Torre Tagle. Um passeio pelas igrejas da cidade é um circuito popular. Uma viagem pelo distrito central visita igrejas que datam dos séculos XVI e XVII, das quais destacam-se a Catedral e o Mosteiro de São Francisco, que estão conectados por catacumbas subterrâneas. Ambos contêm pinturas, telhas de Sevilha e móveis de madeira esculpida.
Também é notável o Santuário de Las Nazarenas, o ponto de origem do Senhor dos Milagres, cujas festividades no mês de outubro constituem o evento religioso mais importante da cidade. Algumas secções das muralhas permanecem de pé e são frequentadas pelos turistas. Estes exemplos de fortificações espanholas medievais foram construídos para defender a cidade de ataques de piratas e corsários. As praias são visitadas durante os meses de verão, localizados ao longo da Rodovia Pan-Americana, ao sul da cidade, em distritos como Lurín, Punta Hermosa, Santa María del Mar, San Bartolo, Miraflores e Asia.
Os bairros suburbanos de Cieneguilla, Pachacamac e Chosica são atrações turísticas entre os locais. Como eles estão localizados em uma elevação maior do que a de Lima, eles recebem mais luz do sol nos meses de inverno, algo que frequentemente falta na cidade sob o nevoeiro sazonal.

## Infraestrutura

### Transportes

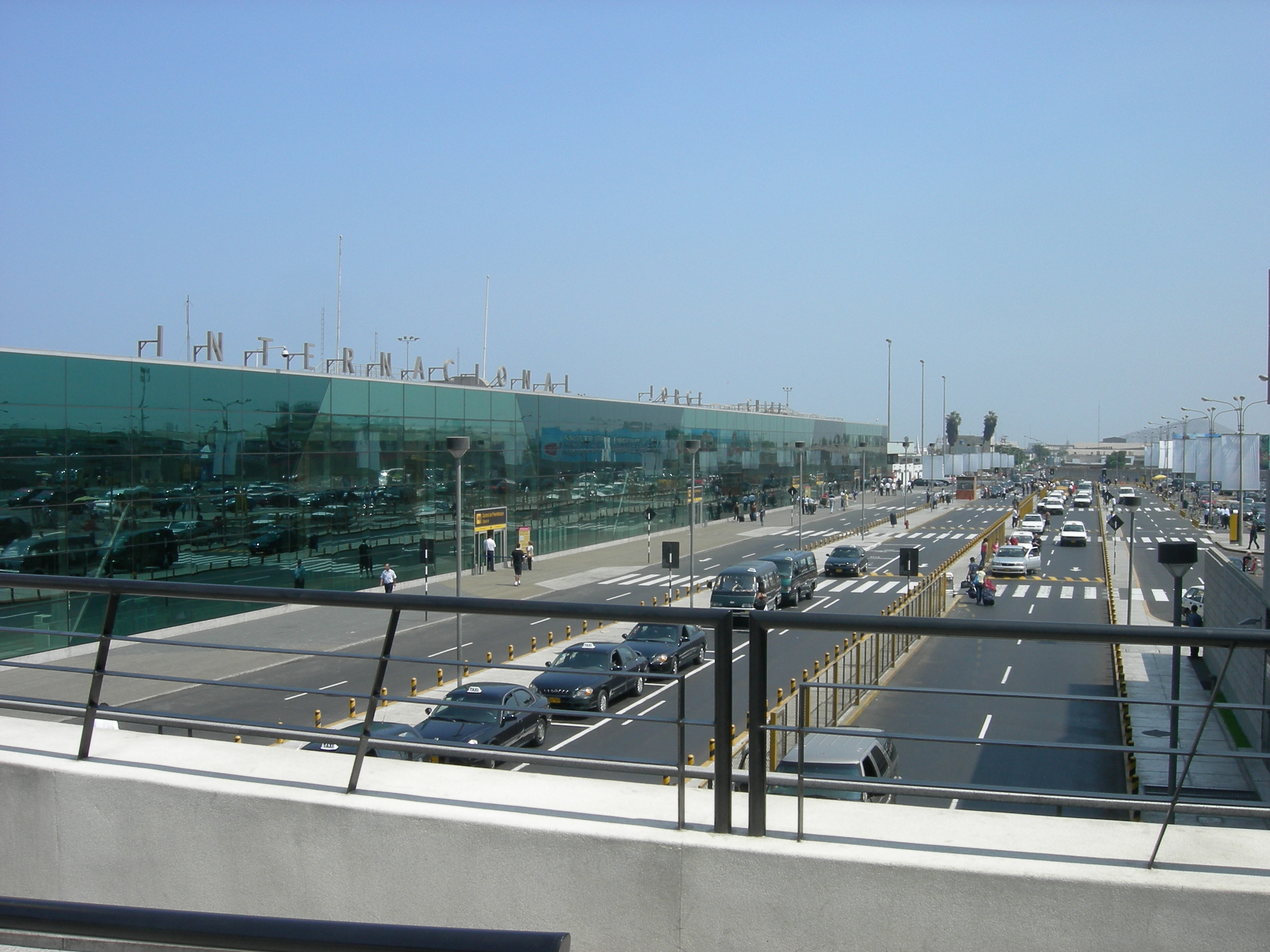
Aeroporto Internacional Jorge Chávez.

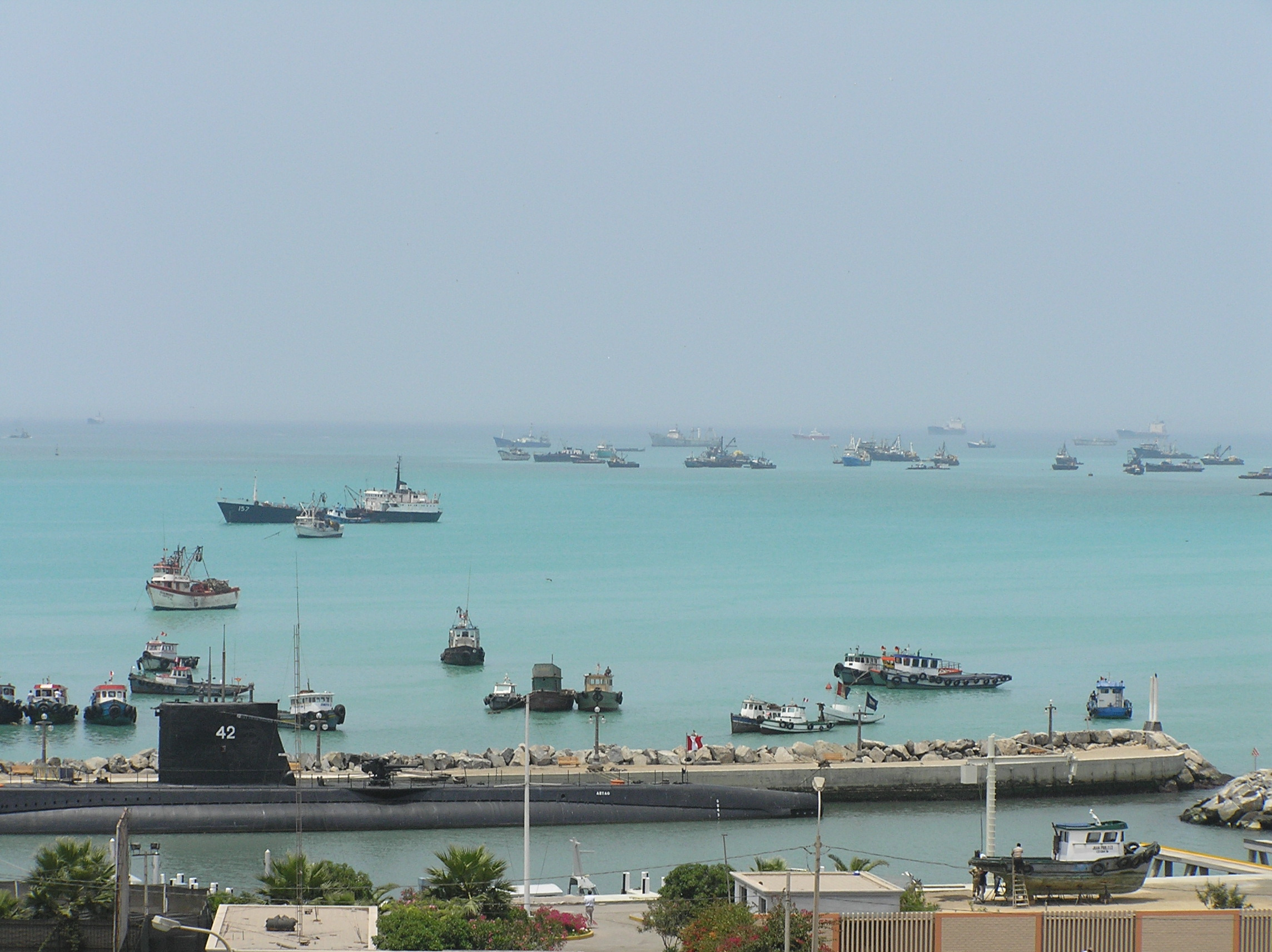
Porto de Callao.

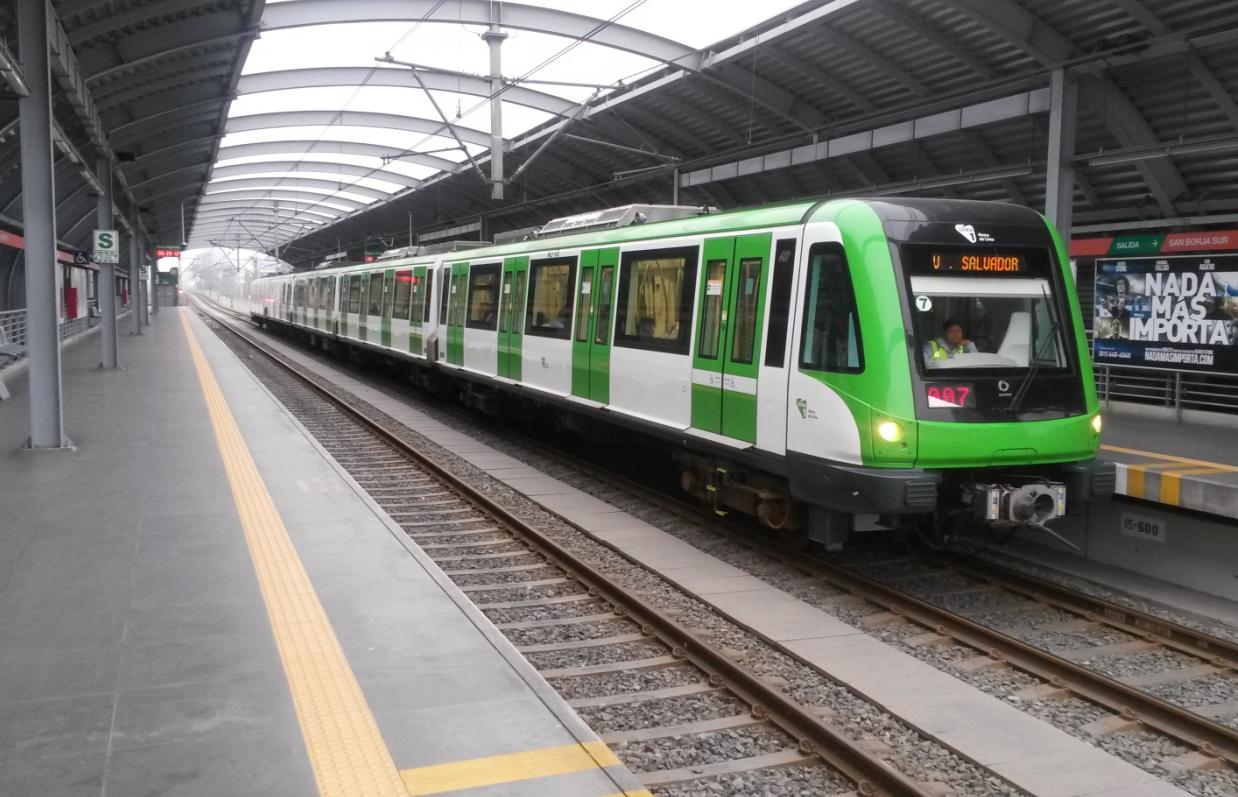
Metrô de Lima.

Lima se encontra servida pelo Aeroporto Internacional Jorge Chávez, localizado em El Callao, é o maior, o mais movimentado e o principal aeroporto do Peru e tem sido indicado inúmeras vezes como o "Aeroporto Líder na América do Sul"  pelo "The World Travel Awards", considerado como os prêmios "Oscar" do turismo e viagens, onde participam companhias de viagens em todo o mundo.
Callao é considerada uma das três áreas mais habitadas do Peru. Além disso, conta com o aeroporto internacional Jorge Chávez (ao norte da cidade) gerando uma das maiores também economias do Peru. No porto de El Callao, concentra-se a maior parte do transporte marítimo nacional. Responde por 75% das importações e exportações do Peru. Os principais produtos exportados no porto são produtos derivados do petróleo, cobre, ferro, prata, zinco, chumbo, do algodão, açúcar e café.[carece de fontes?]
A primeira linha ferroviária, chamada "Ferrocarril Central", foi criada em 17 de maio de 1851. O ferrocarril Lima-Ancon-Chancay foi inaugurado em 1875, pertence à Empresa Agrícola Palpa. Com um percurso de 29 quilômetros, foi abandonado em 1940. No início do século XX, Lima estava ligada ao sul através da linha Lima-Chancaypuesta Ancon, com um percurso de 42 quilômetros. Esta linha foi abandonada em 1964 devido à instabilidade política e econômica e à baixa produção de cobre. O ferrocarril Playa Chica - Las Salinas serviu para extracção de sal ao sul de Huacho. Tinha 10 quilômetros de comprimento. Ele cessou operações entre 1920-1932, quando quebrou por falta de fundos.  Durante a década de 1980 e início da de 1990, a empresa ferroviária entrou em declínio. Em 1990, decidiu-se cancelar o único serviço de passageiros, prevalecendo o de mercadorias, mas ainda as vezes funciona para pessoas que desejam percorrer o trajeto.
Metrô de Lima
Atende à Região Metropolitana de Lima. Possui atualmente 34,6 quilômetros de extensão e 26 estações, usando um viaduto elevado. Foi inaugurado comercialmente em 18 de janeiro de 2003.
Outro sistema de transporte público em Lima é um baseado em ônibus articulados de grande capacidade (BRT). Percorre distritos da capital desde Chorrillos até a região norte de Lima.
O transporte público é um grande problema na cidade, que, depois de anos de crescimento desordenado e descontrolado, não tem uma rede eficiente desse tipo de transporte. Existem mais de 450 rotas de transporte urbano, as quais são servidas por ônibus, micro-ônibus e kombis. Este sistema se caracteriza pela falta de renovação das unidades e a informalidade de operação, mesmo quando as empresas têm rotas estabelecidas. As caminhonetas rurais conhecidas popularmente como "combis", junto com motocicletas chamadas "mototáxis" pelos peruanos, são os típicos veículos de transporte público para distâncias curtas, especialmente na periferia da cidade. O serviço, no entanto, é deficiente quanto aos padrões de segurança e comodidade
As rotas internacionais mais utilizadas na atualidade são as que levam às cidades de Santiago (Chile) e Buenos Aires. Existe ainda o trajeto que leva até Rio de Janeiro e São Paulo desde Lima. Existe na cidade, uma só grande rodoviária, no shopping Plaza Norte.[carece de fontes?] Há, também, rodoviárias informais como Fiori, no distrito de San Martín de Porres, para as rotas para o norte do país; Yerbateros, no distrito de El Agustino, para as rotas do centro; e Atocongo; no distrito de Surco; para as rotas do sul. As vias troncais que nascem de Lima e se comunicam a todo o Peru são três: a Rodovia Pan-americana Norte comunica os distritos do norte da cidade (distritos de San Martín de Porres, Independencia, Los Olivos, Comas, Puente Piedra e Ancón) com os departamentos nortenhos (norte do Lima, Ancash, La Libertad, Lambayeque, Piura e Tumbes). A Rodovia Central comunica os distritos do leste da cidade (distritos de Ate, Santa Anita, Chaclacayo e Lurigancho) com os departamentos do centro do país (departamentos de Junín, Pasco, Huánuco, Ucayali). E a Rodovia Pan-americana Sul, que nasce do traçado urbano da cidade, comunica os distritos do sul da cidade (distritos de Surco, San Juan de Miraflores, Villa El Salvador, Lurín, Punta Hermosa e Pucusana, entre outros) com os departamentos sulinos (sul do Lima, Ica, Arequipa, Moquegua e Tacna).[carece de fontes?]

### Educação

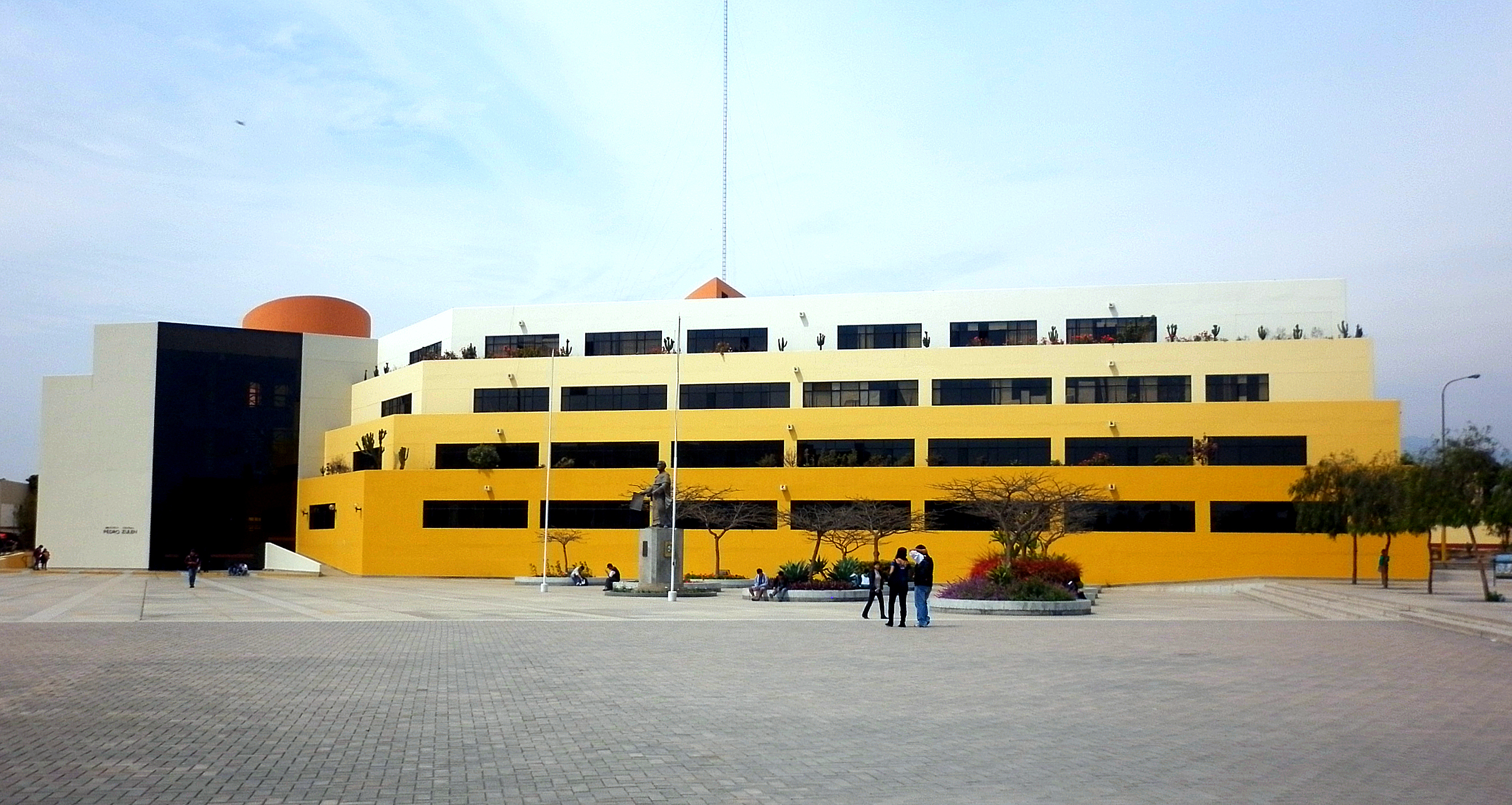
Biblioteca da Universidade Nacional Maior de São Marcos.

Na cidade, há 28 universidades, entre as quais se encontra a mais antiga do continente: a Universidad Nacional Mayor de San Marcos, chamada Decana de América e fundada em 12 de maio de 1551 por frei Tomás de San Martín. Os professores foram treinados na própria universidade. O dia 12 de maio deu lugar à celebração do dia da Universidade Peruana. Em 2002, mais de 29 800 alunos estavam matriculados na universidade em cursos de graduação e outros 3 549 alunos estavam matriculados em cursos de pós-graduação. Passaram, pela universidade, a maior parte dos mais influentes cientistas, políticos, escritores e filósofos do Peru contemporâneo.
Outras universidades estatais têm um importante papel no ensino e investigação, tais comoː a Universidade Nacional de Engenharia, fundada em 1876; a Universidade Nacional do Callao; a Universidade Nacional Federico Villarreal; a Universidade Nacional Agraria La Molina; e a única universidade dedicada a formação de docentes, a Universidade Nacional de Educação Enrique Guzmán y Valle, conhecida como "La Cantuta", situada em Chosica e fundada em 6 de julho de 1822 pelo libertador José de San Martín, dando, assim, lugar à celebração do dia do professor, por ser data da fundação da primeira escola de preceptores no Peru.[carece de fontes?]
A Pontifícia Universidade Católica do Peru é a primeira universidade privada do país (fundada em 1917). Outras instituições sãoː a Universidade Inca Garcilaso de la Vega (fundada em 21 de dezembro de 1964 pela Asociación AIPP da Universidad Nacional Mayor de San Marcos); Universidade ESAN; a Universidade do Pacífico; a Universidade de Lima; a Universidade Peruana Cayetano Heredia; a Universidade Alas Peruanas; a Universidade Ricardo Palm; a Universidade San Martín de Porres; e a Universidade San Ignacio de Loyola.[carece de fontes?]

## Cultura
A arquitetura de Lima oferece uma mistura de estilos. Exemplos de arquitetura colonial precoce incluem o Mosteiro de São Francisco, a Catedral e o Palácio Torre Tagle. Essas construções são geralmente influenciadas pelo estilo barroco espanhol, neoclássico espanhol e colonial espanhol. Após a independência, as preferências mudaram gradualmente para estilos neoclássicos e Art Nouveau. Muitas dessas obras foram influenciadas pelos estilos arquitetônicos franceses. Muitos edifícios governamentais e grandes instituições culturais foram construídos nesse período. Durante a década de 1960, o estilo brutalista começou a aparecer em Lima devido ao governo militar de Juan Velasco Alvarado. Exemplos desta arquitetura incluem o Museu da Nação e o Ministério da Defesa. O início do século XXI criou arranha-céus de vidro, particularmente em torno do distrito financeiro.
Os maiores parques estão perto da área do centro, incluindo o Parque da Reserva, o Parque da Exposição, o Campo de Marte e o Parque da Universidade. O Parque da Reserva é o lar do maior complexo de fontes do mundo conhecido como o Circuito Mágico da Água. Muitos grandes parques situam-se fora do centro da cidade, incluindo o Parque Reducto, o Refúgio de Vida Silvestre Pantanos de Villa, El Golf (San Isidro), o Parque de las Leyendas, o Malecon de Miraflores eo Golf Los Incas.
A grade de rua é apresentada com um sistema de praças que são semelhantes à rotatórias. Além desta finalidade prática, as praças servem como espaços verdes principais e contêm monumentos, estátuas e fontes de água.
O Festival de Cinema de Lima apresenta os melhores filmes do momento, especialmente de cinema de arte e de diretores europeus e latino-americanos.[carece de fontes?]

### Museus
Lima é o lar da maior concentração de museus do país, principalmente o Museu Nacional de Arqueologia, Antropologia e História do Peru, Museu de Arte, o Museu Pedro de Osma, o Museu de História Natural, o Museu da Nação, a Sala Museo Oro del Peru Larcomar, o Museu de Arte Italiana, o Museu do Ouro e o Museu Arqueológico Rafael Larco Herrera. Esses museus se concentram em arte, culturas pré-colombianas, história natural, ciência e religião. O Museu da Arte Italiana mostra a arte europeia.

### Culinária

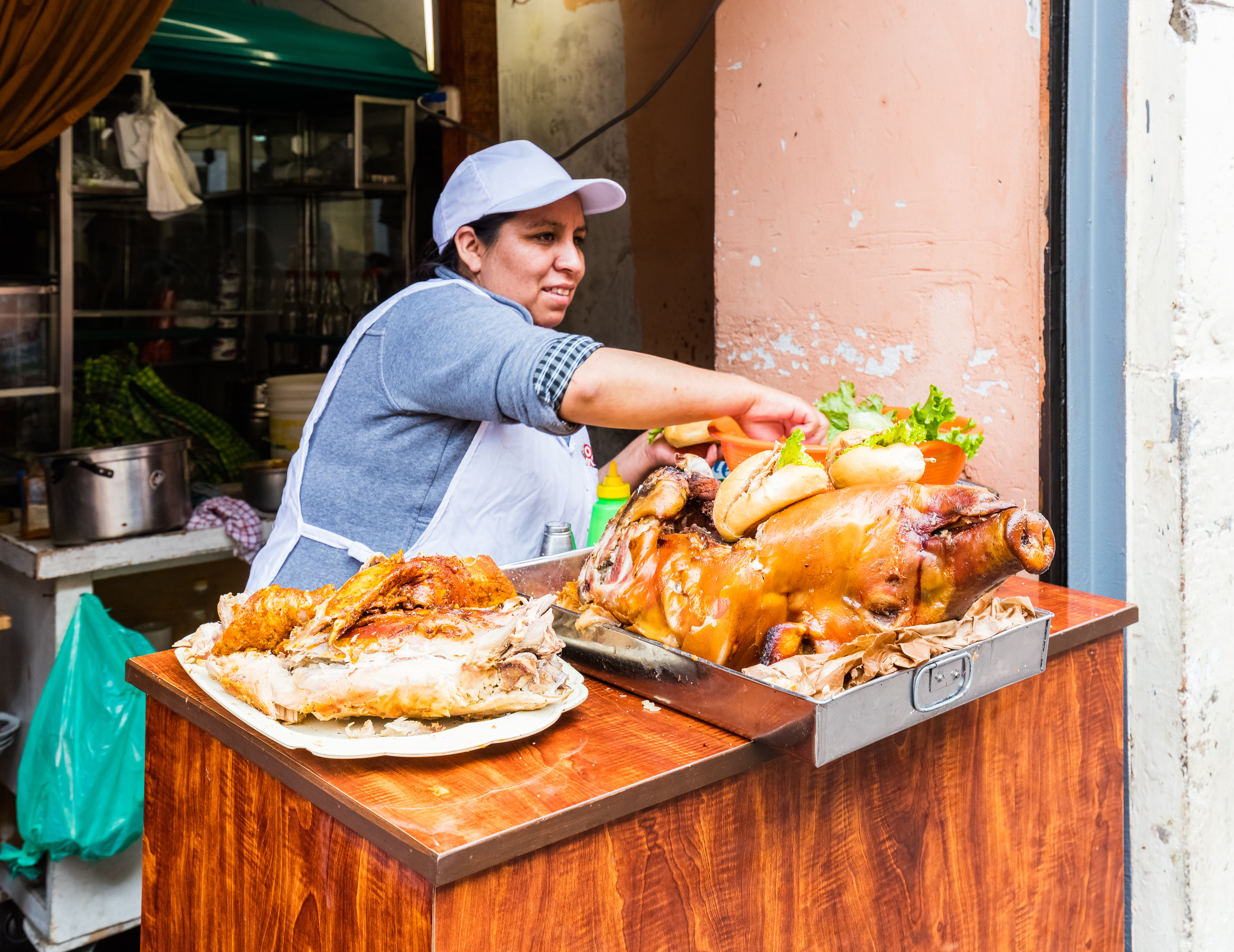
Barraca de comida na rua Jirón Ancash em Lima.

Lima é conhecida como a "Capital Gastronômica da América". Um centro de imigração e o centro do vice-reino espanhol, os chefes incorporaram pratos trazidos pelos conquistadores e ondas de imigrantes: africanos, europeus, chineses e japoneses. Desde a segunda metade do século XX, os imigrantes internacionais foram acompanhados por imigrantes internos das áreas rurais. A culinária de Lima inclui comida crioula, chifas, cebicherias e pollerias. No século XXI, seus restaurantes passaram a ser reconhecidos internacionalmente.
Em 2007, a Sociedade Peruana de Gastronomia nasceu com o objetivo de unir a culinária peruana para desenvolver atividades que promovam a alimentação e reforcem a identidade nacional peruana. A sociedade, chamada APEGA, reuniu chefes, nutricionistas, institutos de formação gastronômica, proprietários de restaurantes, cozinheiros, pesquisadores e jornalistas, além de trabalhadores de universidades, produtores de alimentos, pescadores artesanais e vendedores nos mercados alimentares. Um de seus primeiros projetos (2008) foi criar o maior festival de comida na América Latina, chamado "Mistura". A feira acontece em setembro de cada ano. O número de participantes cresceu de 30 mil a 600 mil em 2014. A feira congrega restaurantes, produtores de comida, padeiros, chefs, vendedores ambulantes e institutos de culinária por dez dias para celebrar comida de excelência.
Desde 2011, vários restaurantes de Lima foram reconhecidos entre os 50 melhores restaurantes do mundo.

### Esportes

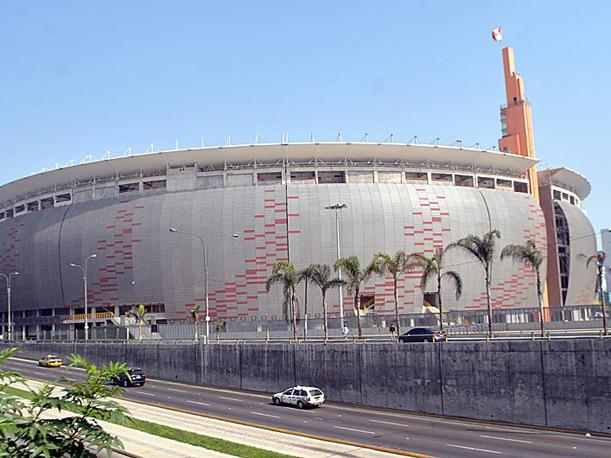
Estádio Nacional do Peru.

A cidade possui a ciclovia da avenida Arequipa. A praça de touros de Acho é a mais importante das 56 arenas oficiais no Peru. É uma das maiores praças de touros do mundo.
O Campeonato Peruano de Futebol é um evento esportivo nacional que atrai significativamente o interesse dos adeptos do esporte na cidade. Assim, dois dos quatro clubes profissionais na cidade fazem o clássico do futebol peruano, que é a partida das equipes do Club Universitario de Deportes e do Club Alianza Lima. As outras equipes da primeira divisão peruana em Lima são o Club Deportivo Universidad de San Martín de Porres e o Club Sporting Cristal. Os espaços esportivos mais importantes da cidade são o Estádio Nacional do Peru, o Estádio Monumental "U", o "Coliseo Eduardo Dibós" e a "Villa Deportiva Nacional" (Videna).[carece de fontes?]
Lima foi sede dos Jogos Bolivarianos de 1947. A cidade será sede dos Jogos Pan-Americanos de 2019.